# Троцкий во главе Красной армии
Троцкий во главе Красной армии был фактически с 14 марта 1918 года в качестве народного комиссара сначала военных дел, а затем и военно-морских дел. Вплоть до 1925 года большевистская пропаганда рассматривала Льва Троцкого как «одного из вождей Красной Армии», а оппоненты — как «военного лидера» большевизма.
Как отмечают исследователи В. Краснов и В. Дайнес в своей работе «Неизвестный Троцкий: Красный Бонапарт», Троцкому в качестве главы Красной армии удалось полностью разгромить всё внутреннее вооружённое сопротивление коммунистам, тогда как борьба с внешними врагами оказалась не столь удачной. Попытка советизировать Польшу с помощью военной силы провалилась. По мнению исследователя Пола Джонсона именно Троцкий в качестве главы Красной армии так много, как никто другой, сделал для физического выживания большевизма в трудные для него годы Гражданской войны.
Роль военного лидера на несколько лет дала Троцкому необъятную власть, которая со временем начала вызывать настороженность «старых большевиков», недолюбливавших Троцкого, как «выскочку». Использовавшиеся Троцким жёсткие методы военного времени привели его к целому ряду личных конфликтов, в том числе с Зиновьевым Г. Е. и со Сталиным во время обороны Царицына. Возглавив в 1922 году аппарат партии в качестве генсека ЦК РКП(б), Сталин стал одним из самых непримиримых, и наиболее опасных противников Троцкого. Уже после окончательного прихода к власти Сталин и его последователи сохранили недоверие к ранее служившим под началом Троцкого военным, подозревая их в поголовном «троцкизме». Подобное отношение впоследствии вылилось также в подозрения в подготовке «троцкистского» военного переворота и в репрессии в РККА.
Иллюстрируя популярность, которую во время Гражданской войны Троцкий имел в армии, историк Дмитрий Волкогонов приводит следующую записку, поданную Троцкому начальником 6-й кавалерийской дивизии будённовской Первой конармии, Апанасенко И. Р. (орфография сохранена):

КРАСНОМУ ВОЖДЮ РЕВОЛЮЦИОННОЙ АРМИИ!.. 
На военном совещании я писал записку Вам, она попала тов. Склянскому, что все равно нам идти далеко вперед, к своим сотоварищам и водрузить Красный факел на горизонте Европы, а Тов. Троцкого посадим управлять Красной Армией не одной РЕСПУБЛИКИ, а может быть Миром, но для этого нужен Красный боец. Вас прошу обратить Ваше Величайшее внимание на письмо и примите меры на мои вопросы… 
С Коммунистическим Приветом. Сын пролетариата. Начдив Конницы Апанасенко.

## Предыстория
Троцкий Л. Д. получил пост наркоминдела в первом составе Советского правительства, однако его деятельность на этом поприще оканчивается, в целом, неудачно. Троцкому удалось сломить бойкот (в советской историографии — «саботаж») госслужащих старого МИД, и выполнить одну из пропагандистских задач большевиков, публикацию тайных договоров царского правительства. Вместе с тем, справиться с главной задачей своего наркомата и одной из основных программных задач большевизма — заключения «всеобщего демократического мира без аннексий и контрибуций» — Троцкому не удалось. Все его попытки «разагитировать» немцев или затянуть мирные переговоры в ожидании революции в Германии провалились, а державы Антанты эти переговоры и вовсе проигнорировали.
После окончательного краха своей «промежуточной» формулы «Ни мира, ни войны» Троцкий подаёт в отставку с поста наркоминдела, и получает её с 13 марта 1918 года. После угрозы Ленина подать в отставку, если германские условия не будут приняты, Троцкий решает всё же поддержать ленинскую платформу. На историческом голосовании ЦК РСДРП(б) 23 февраля 1918 года Троцкий и трое его сторонников воздержались, что обеспечило Ленину большинство.
Уже 14 марта Троцкий получил пост наркома по военным делам, 28 марта — председателя Высшего военного совета, в апреле — народного комиссара по морским делам, и 6 сентября — председателя революционного военного совета РСФСР. По оценке историка Юрия Фельштинского, Ленин назначил Троцкого на эти посты в знак благодарности за поддержку Троцкого на историческом голосовании ЦК РСДРП(б) 23 февраля. Сам же Троцкий в своей автобиографической работе «Моя жизнь» утверждал, что Ленин первоначально предлагал ему должность наркомвнудела, и весной 1918 года «вернулся к своей первоначальной идее», предложив Троцкому, «раз уж враги перешли к формированию армий и фронтов», возглавить формирующуюся Красную Армию.

## Красная армия весной 1918 года
Наркомат военных и военно-морских дел был сформирован в октябре 1917 года как комитет, управляемый коллегиально Крыленко Н. В., Дыбенко П. Е. и Антоновым-Овсеенко В. А.. По состоянию на март 1918 года этот комитет фактически уже прекратил деятельность параллельно с окончательным развалом российской армии.
В отличие от своих вышеупомянутых предшественников, Троцкий не только не имел никакого военного образования, но даже не служил в царской армии. Весь его военный опыт сводился к работе военным корреспондентом в 1912 году во время непосредственно предшествовавших Первой мировой войне Балканских войн. Этот опыт дал Троцкому определённое представление о боевых действиях, но это представление оставалось во многом поверхностным: так, биограф Троцкого, Исаак Дойчер, комментируя один из его «окопных» репортажей, заметил: «Невероятно! Автор вообще не видел окопа!». Такое положение дел для большевиков было вполне обычным: так, ни Ворошилов, ни Фрунзе в царской армии также не служили, а Сталин даже был признан негодным к службе из-за сломанной в детстве руки, которая неправильно срослась. Те немногие большевики, которые до революции служили в армии, практически поголовно имели невысокие чины: так, Будённый С. М. был унтер-офицером (сержантом), Крыленко — прапорщиком, Антонов-Овсеенко — подпоручиком.
Сам Троцкий в своих мемуарах «Моя жизнь» утверждал, что принял новую должность под давлением лично Ленина, который первоначально предположительно предлагал Троцкому должность наркомвнудела: «Ленин…добился своего. Моим предложением выйти в отставку [с поста наркоминдела] … он воспользовался только для того, чтобы осуществить свою первоначальную мысль, видоизменив её, в соответствии с обстоятельствами. Так как внутренний враг от заговоров перешёл к созданию армий и фронтов, то Ленин хотел, чтобы я встал во главе военного дела».
Хотя формирование Красной армии началось ещё в январе-феврале 1918 года, вплоть до мая новая армия оставалась фактически на бумаге. Добровольческий принцип комплектования привёл к тому, что эта армия оставалась малочисленной, и добровольцами записывались, в первую очередь, голодающие безработные, ожидавшие платы по 15 рублей в сутки и продовольственный паёк. Основным стимулом для большевиков перейти к форсированному формированию регулярной армии стало восстание чехословацкого корпуса, наглядно продемонстрировавшее всю слабость тех войск, которыми большевики на тот момент располагали.
Сама структура новой армии в первой половине 1918 года находится в непрерывном движении: в марте 1918 года образован Высший военный совет, в апреле — Высшая военная инспекция во главе с Подвойским Н. И., в сентябре — Реввоенсовет. Система из реввоенсоветов армий, фронтов, и возглавлявшего их Реввоенсовета Республики (РВСР) являлась личным изобретением Троцкого. В состав РВСР входил Главнокомандующий Вооружёнными Силами Республики, «военспец», приказы которого вступали в силу только после утверждения гражданскими членами РВСР. Главнокомандующий имел в своём подчинении Полевой штаб, решавший оперативные вопросы, и состоявший также из «военспецов», и имел право рекомендовать назначения и перемещения по должности. Аналогичная система повторялась уровнями ниже. На уровне фронтов приказы Командующего — «военспеца» утверждались двумя прикомандированными к нему политкомиссарами, на уровне полка, бригады и дивизии количество политкомиссаров уменьшалось до одного. Подобная система была окончательно отменена только в 1942 году (см. Комиссар).
Весной 1918 года Троцкий лично написал текст первой красноармейской присяги («Социалистическая военная присяга»), утверждённой постановлением ВЦИК от 22 апреля 1918 года, в марте 1918 года Троцкий разработал систему военных комиссариатов (военкоматов) при активном содействии бывшего царского генерала Самойло А. А., который до революции ведал вопросами мобилизации.
19 апреля 1918 Троцкий приказом по наркомату утвердил красную звезду в качестве нагрудного знака для всех красноармейцев, 29 июля 1918 также приказом по наркомату утверждена кокарда в виде красной пятиконечной звезды.
Современник Троцкого Зив Г. А. заявил, что в качестве наркомвоенмора Троцкий «нащупал свою настоящую профессию: …неумолимая логика (принявшая форму военной дисциплины), железная решительность и непреклонная воля, не останавливавшаяся ни перед какими соображениями гуманности, ненасытное честолюбие и безразмерная самоуверенность, специфическое ораторское искусство».
Ряд исследователей указывают, что основной деятельностью Троцкого на фронтах Гражданской войны фактически была деятельность пропагандистского характера. Исаак Дойчер проводит параллели между Троцким и ролевой моделью ветхозаветного пророка, назвав свою книгу, посвящённую деятельности Троцкого на посту наркомвоенмора «Вооружённый пророк».

## Дело Щастного
Одним из первых действий Троцкого на посту наркома по морским делам был арест и предание суду революционного трибунала командующего морскими силами Балтийского флота контр-адмирала А. М. Щастного в мае-июне 1918 г. На суде Троцкий, будучи единственным свидетелем по делу, выступил как обвинитель Щастного «за преступления по должности и контрреволюционные действия». Несмотря на слабость доказательств обвинения Щастный был приговорён 21 июня 1918 к расстрелу. Декрет о восстановлении смертной казни был принят 13 июня 1918 г. и это был первый судебный смертный приговор в Советской России. (см. кн. Чернявский Георгий «Лев Троцкий» Часть 2, Глава 5 со ссылкой 565 на статью А. Рабиновича.)

## Чехословацкий мятеж (май-июнь 1918)
К маю 1918 года крайне накалилась обстановка вокруг Чехословацкого корпуса. В условиях окончательного распада бывшей царской армии чехословаки на какое-то время становятся чуть ли не единственной боеспособной военной силой в России. После заключения Брестского мира положение легионеров в России становится крайне неопределённым. Чехословаки не испытывали особого желания ввязываться в сложнейшие внутренние проблемы чужой для них страны, однако попасть на фронт через враждебную для них Германию они также были не в состоянии.
Большевики оказываются одновременно под давлением как держав Антанты, воспринимающих чехословаков, как своих союзников, и настаивающих на их отправке на Западный фронт через Владивосток, так и Германии, для которой гораздо предпочтительнее была бы не только неотправка легиона, но и, наоборот, его поголовное разоружение. На момент начала восстания Антанта считала чехословаков частью французской армии. Положение тем более усугублялось традиционными для Австро-Венгрии межнациональными конфликтами, что выливалось в многочисленные драки чехословацких легионеров с венгерскими военнопленными. По условиям Брестского мира военнопленные Центральных держав освобождались, так что чехи и словаки, с одной стороны, и венгры, австрийцы и немцы, с другой, фактически ехали из России на войну друг с другом.
Троцкий ведёт переговоры с представителями союзных держав в России о возможности эвакуации легионеров на Западный фронт через Архангельск. По воспоминаниям французского представителя капитана Садуля, в расположении чехословаков начали появляться большевистские агитаторы.
После переговоров Совнаркома РСФСР с представлявшим ещё несуществующую Чехословакию Чехословацким Национальным Советом 26 марта 1918 года был достигнут компромисс: чехословаки должны были эвакуироваться с Украины через Владивосток как «частные граждане», сдав по дороге оружие, в первую очередь всю артиллерию. На середину мая 1918 года в ходе своей эвакуации чехословаки растянулись на тысячи километров по железной дороге от Волги до Владивостока. Из 45 тыс. легиона до 14 тыс. чел. находились во Владивостоке (командующий генерал Дитерихс М. К.), 4,5 тыс. в районе Ново-Николаевска (Новосибирска) и станции Тайга (командующий капитан Гайда Р.), 8 тыс. в районе Пензы, Сызрани и Самары (командующий поручик Чечек С.), 8,8 тыс. в районе Челябинска и Миасса (командующий полковник Войцеховский С. Н.).
14 мая 1918 года после очередного конфликта между чехословаками и венграми в Челябинске произошло линчевание венгерского военнопленного. Виновные были арестованы местными большевистскими властями; как считает исследователь Шамбаров Б. Е., им грозил расстрел. Однако уже 17 мая легионеры поднимают бунт, захватив местный арсенал в 2800 винтовок и артиллерийскую батарею. 20 мая Пензенский совет блокирует дальнейшее продвижение чехословаков.
Наркомвоенмор Троцкий 25 мая телеграфирует всем местным советам от Пензы до Владивостока: «Посылаю в тыл чехословацким эшелонам надёжные силы, которым поручено проучить мятежников. Ни один вагон с чехословаками не должен продвинуться на восток». Аналогичные заявлению Троцкого телеграммы, требующие «не пропускать чехословаков на восток» приходят на места также от наркоминдела Чичерина и от заведующего оперативным отделом наркомата по военным делам Аралова.
31 мая аналогичный приказ издаёт председатель Высшей Военной инспекции Подвойский Н. И., потребовавший: «Чехословацким эшелонам, стоящим перед лицом кровавой кары массовым расстрелом со стороны советских войск, сдать оружие ближайшему командованию советскими войсками, оставить эшелоны и разместиться в казармах, по указанию военных властей, впредь до распоряжения, каковое последует по окончании работ смешанной комиссии совместно с представителями французской военной миссии».
С точки зрения Троцкого, разоружение растянувшихся на семь тысяч километров 63 эшелонов чехословаков должно было стать лёгкой задачей, тем более, что в ряде случаев местные большевистские силы имели трёхкратное преимущество. Однако на практике подобный шаг стал лишь провалившейся самонадеянной авантюрой. По оценке исследователя Ричарда Пайпса, большевики на май 1918 года фактически не располагали достаточной боеспособной военной силой для выполнения подобного приказа.
Первая попытка выполнить приказ Троцкого имела место в Пензе, где соотношение сил составляло около 500 красногвардейцев против 2 тыс. чехословаков. Эта попытка закономерно закончилась разоружением самих красногвардейцев, и падением в городе советской власти. Пензенская группировка чехословаков телеграфировала о произошедшем своим товарищам.
29 мая Троцкий выпустил пропагандистское воззвание, в котором заявил, что «Народный Комиссариат [по военным делам] приостановил движение [чехословаков во Владивосток], чтобы выяснить условия возможности путешествия чехословаков через Архангельск… Военный Комиссариат издал распоряжение о немедленном и безусловном разоружении всех чехословаков и о расстреле тех из них, которые с оружием в руках будут противиться мероприятиям Советской власти». 4 июня приказом № 45 наркомвоенмор Троцкий повторно потребовал от чехословаков добровольно сдавать оружие: «…Мною разрешено командующим фронтами принимать парламентёров от чехословацких эшелонов. Обязательным условием переговоров является полная сдача чехословаками оружия. Не сдающих добровольно оружия, согласно ранее отданному приказу, расстреливать на месте. Насильственно разоружённые эшелоны должны заключаться в концентрационные лагеря».
Однако чехословаки не проявили никакого желания разоружаться и сдаваться советским властям, опасаясь выдачи Австро-Венгрии, что для многих из них закончилось бы виселицей. Параллельно нарастающему конфликту представители частей легиона, на тот момент не имевшего единого командования, 20 мая формируют Совет Чехословацкого Национального комитета, 23 мая постановившего оружия не сдавать, и с боем пробиваться на восток. После появления телеграммы Троцкого от 25 мая она также становится известной легионерам.
Результатом становится массовое падение контролируемой большевиками советской власти на пространстве от Самары до Владивостока, оживление всех антибольшевистских сил и формирование режима Комуча.

## Левоэсеровский мятеж (июль 1918)
Неизвестными лицами брошена бомба в германское посольство. Посол Мирбах, как сообщают, тяжело ранен. Явной целью является стремление вовлечь Россию в войну с Германией. Эту цель преследуют, как известно, все контрреволюционные элементы, - белогвардейцы, правые с.-р. и их союзники.
Ввиду вчерашнего решения Всероссийского Съезда, одобрившего внешнюю политику Совета Народных Комиссаров, контрреволюционные заговорщики решили сорвать решение Съезда.
Брошенная ими бомба направлена не столько по германскому посольству, сколько по Советской власти. Предписываю следственным органам Военного Комиссариата принять меры против контрреволюционных заговорщиков, как и их исполнителей покушения.
О ходе розыска доложить непосредственно мне.
6 июля 1918 года левоэсеровские террористы Блюмкин и Андреев, стремясь спровоцировать разрыв позорного для России Брестского мира, ликвидируют германского посла в Петрограде графа Мирбаха. Согласно реконструкции событий, сделанной историком Юрием Фельштинским, сотрудники посольства Карл фон Ботмер и Мюллер сообщают о произошедшем замнаркоминдела Карахану.
В дальнейшем, согласно Фельштинскому, сообщение о происшествии распространяется следующим образом: Карахан сообщает о случившимся наркоминделу Чичерину, Чичерин — управделами Совнаркома Бонч-Бруевичу В. Д., тот, наконец, звонит Ленину.
Ленин, в свою очередь, звонит Дзержинскому, после чего вызывает к себе председателя ВЦИК Свердлова Я. М. и наркомвоенмора Троцкого Л. Д. По результатам совещания было принято решение, что Ленин, Свердлов и Чичерин должны отправиться в германское посольство для выражения соболезнований. В посольстве также побывали Карахан, Бонч-Бруевич, Карл Радек и наркомюст Стучка. Троцкий же должен был остаться на месте для руководства подавлением мятежа, и входит в состав чрезвычайной «пятёрки» Ленин — Троцкий — Свердлов — Подвойский — Муралов. Вскоре Троцкий приказывает двинуть против восставших «артиллерию и другие части».
Сам Троцкий изобразил это совещание следующим образом:

Через несколько минут я был в кабинете Ленина. Он изложил мне фактическую сторону, каждый раз справляясь по телефону о новых подробностях.
— Дела! — сказал я, переваривая не совсем обычные новости.-- На монотонность жизни мы пожаловаться никак не можем.
— Д-да,-- ответил Ленин с тревожным смехом.-- Вот оно — очередное чудовищное колебнутие мелкого буржуа…-- Он так иронически и сказал: колебнутие.-- Это то самое состояние, о котором Энгельс выразился: «der rabiat gewordene Kleinburger» (закусивший удила мелкий буржуа).

В сложном положении оказывается Дзержинский, так как террористы Блюмкин и Андреев предъявили немцам мандат за его подписью. Троцкий от имени Совнаркома приказывает зампреду ВЧК Лацису арестовать и взять в заложники чекистов-левых эсеров, а также занять место Дзержинского в связи с тем, что «Комиссия распускается», а сам Лацис должен набрать новых «работников» по своему усмотрению.
Приказы наркомвоенмора Троцкого, впрочем, сталкиваются с противодействием левых эсеров; они занимают штаб-квартиру ВЧК, освободив взятого Лацисом в заложники левого эсера Емельянова, после чего берут в заложники самого Лациса. Также Троцкий пытался предупредить захват восставшими телеграфа, направив на телеграф две роты латышских стрелков, однако те были разоружены левыми эсерами. Приказ Троцкого частям Московского гарнизона выступить против восставших фактически был ими проигнорирован; по окончании восстания Троцкий своим приказом создаёт комиссию «для расследования поведения частей Московского гарнизона». Большие подозрения Ленина и Троцкого вызывает также и командующий латышскими стрелками Вацетис. Ленин после долгих колебаний согласился принять «услуги» Вацетиса по подавлению восстания, но только приставив к нему четырёх комиссаров, а Троцкий четыре раза узнавал, не присоединился ли Вацетис к левым эсерам.
В ночь на 7 июля чрезвычайная пятёрка приказывает райсоветам Москвы выставить дополнительные вооружённые патрули для ареста левых эсеров, а также «подозрительных и сомнительных лиц», не имевших при себе особых пропусков за подписью Ленина, Свердлова и Троцкого.
После окружения большевиками штаб-квартиры левоэсеровского отряда Попова Троцкий разрешает начать переговоры и предъявляет восставшим ультиматум. После его истечения заместитель и «правая рука» Троцкого Склянский Э. М. приказывает командиру латышской батареи Берзину Э. П. открыть артиллерийский огонь.
В то же время борьбой с восстанием занимался также и целый ряд других лидеров: Свердлов, Дзержинский, Подвойский, Муралов, Вацетис И. И. и др. По всей видимости, от Свердлова исходит приказ об аресте находившихся в Кремле левых эсеров. Также именно Свердлов сообщает охране Съезда Советов о начавшемся восстании, и руководит операцией по аресту левоэсеровской фракции Съезда. Ленин же отправляет официальное сообщение о произошедшем в райкомы РСДРП(б), а также пробольшевистские райсоветы Москвы и красногвардейские штабы, совместно с наркомом Подбельским заменяет охрану телефонной станции, вызывает к себе непосредственно руководившего подавлением восстания командующего латышскими стрелками Вацетиса.
7 июля наркомвоенмор Троцкий лично вручает Вацетису пакет с деньгами, двусмысленно заметив: «Вы разгромили одну из самых больших политических комбинаций и не знаете, кого вы громили». Впрочем, Ленин особой благодарности к Вацетису не испытывал, всё ещё продолжая в нём сомневаться. 31 августа 1918 года он предлагал Троцкому Вацетиса расстрелять, а в июле 1919 года Вацетис всё-таки был арестован по подозрению в измене, и просидел несколько месяцев в тюрьме.
Также 7 июля Троцкий лично является к арестованной левоэсеровской фракции Съезда Советов, и отвергает все их жалобы на «насилие» и «нарушение конституционных прав», заявив:

Какие вообще могут быть речи о конституционных правах, когда идет вооруженная борьба за власть! Здесь один закон действует — закон войны. Задержанные вовсе не являются сейчас фракцией Пятого съезда Советов или ВЦИКа, а членами партии, поднявшей мятеж против советской власти, а стало быть и закон, по которому мы сейчас действуем, есть закон усмирения мятежа.

9 июля Троцкий в качестве наркомвоенмора делает Съезду официальный доклад о подавлении восстания.

## Боевое крещение (Свияжск, август-сентябрь 1918). Методы по наведению дисциплины
Троцкий проявил себя как сторонник жестких методов в наведении армейской дисциплины, отвергая все обвинения в жестокости репрессий. Он полагал, что единственный порок был бы непростительным для русской революции в 1918 г. - это «милосердие, мягкосердие по отношению к классовым врагам». Председатель РВСР нашел и четкое обоснование такой жесткой позиции: « Мы боремся во имя величайшего блага человечества, во имя возрождения всего рода человеческого, во имя его освобождения от гнета, от темноты, от рабства. И все, что стоит на пути, должно быть сметено».

## «Поезд Троцкого»
Свою работу на посту наркомвоенмора и предреввоенсовета Троцкий построил довольно своеобразно, на два с половиной года «переселившись» в поезд, непрерывно разъезжавший по фронтам. «Поезд Троцкого» был сформирован в ночь с 7 на 8 августа 1918 года в Москве, с 6 сентября получив название «Поезд Председателя Реввоенсовета Республики». В этом поезде Троцкий провёл два с половиной года, оставив в наркомате в Москве своего заместителя Склянского Э. М. Сам Троцкий называет Склянского так: «превосходная человеческая машина, работавшая без отказа и без перебоев», сотрудники Реввоенсовета за глаза называют Склянского «электрическим».
В своей работе «Моя жизнь» Троцкий насчитывает по крайней 36 рейсов поезда общей протяжённостью 105 тыс. км. Историк Волкогонов насчитывает даже 200 тыс. км.
Организация поезда была детально продумана: так, в составе поезда имелась собственная охрана из 30 латышей, броневик, пулемётный отряд численностью в 21 человек, 5 мотоциклистов, 18 матросов, 9 кавалеристов, агитационный отряд в 37 человек, несколько автомобилей, свой собственный ревтрибунал. В общей сложности исследователи насчитывают в штате поезда 231 человека. В поезде издавалась своя собственная походная газета «В пути», имелись даже собственный оркестр и самолёт, а для персонала поезда была разработана собственная униформа с особым отличительным знаком. Исследователь Александр Дерябин описывает её следующим образом: на август 1918 года «красные рейтузы с золотыми лампасами, тужурку синего цвета с серебряной окантовкой», на 1919 год униформа была сделана из красной кожи с нарукавным знаком, «серебряным с белой и красной эмалью. На знаке имелись изображение паровоза на фоне солнца и надпись: „Р. С. Ф. С. Р. /ПРЕДРЕВВОЕНСОВЕТА/ Л.ТРОЦКОГО“».
Приказ № 58 начальника поезда Чикколини требовал от начальника охраны:

1. Чтобы у вагона Наркомвоена тов. Троцкого не скоплялись люди.
2. Чтобы при выходе Наркомвоена тов. Троцкого его не сопровождали беспорядочной кучей любые попавшиеся товарищи, а лишь для этой цели назначенные.
3. Чтобы выставленные из нашего поезда часовые у входа или выхода какого-нибудь здания для встречи Наркомвоена тов. Троцкого не устремлялись при проходе его сейчас за ним, а сходили бы с места лишь по приказанию начальника охраны.

Перед своим выездом в Свияжск Троцкий издал приказ по войскам, в котором объявил: «предупреждаю, что врагам народа, агентам иностранного империализма и наёмникам буржуазии пощады не будет. В поезде Народного Комиссара по военным делам, где пишется этот приказ, заседает Военно-Революционный Трибунал… [который] снабжён неограниченными полномочиями по отношению к полосе железной дороги, объявленной на военном положении. … Назначенный мною начальник обороны железнодорожного пути Москва—Казань товарищ Каменщиков распорядился о создании в Муроме, Арзамасе и Свияжске концентрационных лагерей… Предупреждаю ответственных советских работников во всех областях военных действий и в полосе военных передвижений, что с них будет спрашиваться вдвойне. Со своими нерадивыми и преступными слугами Советская Республика будет расправляться не менее сурово, чем со своими врагами…»
Вслед за взятием Каппелем Казани вместе с Золотым запасом, в бою 28 августа 1918 года за город Свияжск ворвавшимися на железнодорожную станцию частями каппелевской бригады едва не был захвачен личный поезд Троцкого и весь штаб 5-й армии.
Сам Троцкий описывает свою деятельность «в поезде» следующим образом:
| Два с половиной года, с короткими сравнительно перерывами, я прожил в железнодорожном вагоне, который раньше служил одному из министров путей сообщения… Здесь я принимал являвшихся в пути с докладами, совещался с местными военными и гражданскими властями, разбирался в телеграфных донесениях, диктовал приказы и статьи. Отсюда же я совершал со своими сотрудниками большие поездки по фронту на автомобилях. В свободные часы я диктовал в вагоне свою книгу против Каутского и ряд других произведений. … Поезд в дальнейшем непрерывно перестраивался, усложнялся, совершенствовался. Уже в 1918 г. он представлял собой летучий аппарат управления. В поезде работали: секретариат, типография, телеграфная станция, радио, электрическая станция, библиотека, гараж и баня. Поезд был так тяжел, что шел с двумя паровозами. Потом пришлось разбить его на два поезда. Когда обстоятельства вынуждали дольше стоять на каком-нибудь участке фронта, один из паровозов выполнял обязанности курьера. Другой всегда стоял под парами. Фронт был подвижный, и с ним шутить нельзя было. … В состав поезда входили: огромный гараж, включавший в себя несколько автомобилей, и цистерна бензина. Это давало возможность отъезжать от железной дороги на сотни верст. На грузовиках и легковых машинах размещалась команда отборных стрелков и пулеметчиков, человек двадцать-тридцать. На моем автомобиле также имелась пара ручных пулеметов. Маневренная война полна неожиданностей. В степях мы всегда рисковали наткнуться на казачьи разъезды. Автомобили с пулеметами — это хорошая страховка… |

Современные исследователи В. Краснов и В. Дайнес в своей работе «Неизвестный Троцкий: красный Бонапарт» создают яркие картины пропагандистской деятельности Троцкого на фронтах Красной Армии. По воспоминаниям адъютанта штаба 4-й армии Ларина, появление поезда Предреввоенсовета сопровождалось митингом с оркестром и «Марсельезой». Многие выступления Троцкого перед красноармейцами носили яркий, эффектный характер. Как описывает Ларин, Троцкий во время митинга перед Самарой вывел из строя первого попавшегося рядового бойца, и объявил:

Брат! Я такой же, как ты. Нам с тобой нужна свобода — тебе и мне. Её дали нам большевики [показывает в сторону, где установлена советская власть]. А вот оттуда [выбрасывает руку в противоположную сторону] сегодня могут прийти белые офицеры и помещики, чтобы снова превратить нас в рабов!

В некоторых случаях Троцкий обращался к фигурам патриотической риторики. Выступая на митинге в Киеве во время наступления Деникина в 1919 году, он неожиданно для очевидцев объявил, что «Враг не смеет топтать землю Матушки-Руси!».
В составе поезда Предреввоенсовета имелся также специальный склад подарков. Так, в 1919 году было отгружено 180 пудов 35 фунтов шоколадных конфет. На складе также имелись часы, портмоне, портсигары, и т. д. Во время поездки в сентябре 1918 года в расположение отличившихся частей 4-й армии Восточного фронта Троцкий лично раздал каждому бойцу по 250 рублей сверх жалованья (на случай чего в поезде также перевозились и деньги). Раздача подарков иногда также сопровождалась эффектными жестами. В сентябре 1918 года Троцкий раздаёт перед строем серебряные портсигары двадцати особо отличившимся красноармейцам, однако в запасе оказывается только 18 портсигаров. Тогда Троцкий немедленно вручает перед строем 19-му бойцу свои собственные часы, а 20-му — свой собственный браунинг.
...Десятки и сотни тёмных элементов, авантюристов, искателей приключений примазываются к революции. Гигантский переворот, который теперь происходит на Украине, открывает в старом здании много щелей, и из этих щелей, как тараканы, выползают общественные паразиты, которые пытаются использовать неопытность революционных масс и создать себе карьеру на крови народа. ... Прошли месяцы, прежде чем Советская власть отодрала от себя этих въевшихся, как репейник, приживалов и пролазов, которые перекрасились под защитный советский цвет. Одни из них были расстреляны, другие сидят в тюрьмах, третьи разбежались и снова попрятались в щелях....Авантюрист поднялся. Этот факт ни в коем случае не может быть истолкован как довод против нравственной силы рабочей революции. Воды весеннего потока поднимают не только могучие корабли, но и трупы дохлых собак. Большие и малые авантюристы - это только грязная пена на гребне великих событий. Пена исчезнет, завоевания социалистической революции останутся.
11 октября 1918 года Троцкий посетил расположение 9-й армии Южного фронта, и посетил лазарет, где пожелал каждому раненому бойцу скорейшего выздоровления, и лично выдал им подарки от имени ВЦИК. После этого Троцкий отправился в деревню, где «для встречи дорогого вождя был выстроен 1 батальон 1 Рабоче-Крестьянского полка», вручил подарки особо отличившимся, и лично отправился в расположение Саратовского полка прямо в окопы на передовую, откуда «были видны простым глазом неприятельские наблюдатели», где раздал начальнику участка подарки для особо отличившихся в боях.
Советский карикатурист Борис Ефимов так описывает своё личное впечатление от выступления Троцкого на митинге в Киеве 1919 году, во время мятежа атамана Григорьева:
| Я стоял на площади, стиснутый в многотысячной толпе перед театром, вместе с другими орал: «Просим товарища Троцкого выйти к народу! Троцкого! Троцкого!» Вместе с другими запевал «Интернационал» и опять кричал: «Троцкого! Троцкого!» Это продолжалось часа два с половиной. Наконец, на большом балконе-лоджии, выходившем на площадь, началась какая-то суета, забегали военные и штатские люди и к народу обратился народный комиссар по военным делам Украины, между прочим, один из участников Октябрьского переворота в Петрограде Николай Подвойский. — Товарищи! — закричал он. — Внимание! У товарища Троцкого болит горло! Но сейчас он выступит! И я прошу соблюдать на площади полнейшую тишину! Через две-три минуты у парапета лоджии появилась высокая фигура Троцкого. Площадь разразилась приветственным ревом и снова нестройным многоголосным хором запела «Интернационал». Приложив руку к козырьку фуражки с красной звездой, Троцкий ждал, пока пение. Потом он заговорил. В ту пору ещё не было никаких микрофонов, но четкий и металлический голос опытного митингового оратора был слышен по всей огромной площади и невольно думалось: если человек так говорит, когда у него болит горло, то какова его речь при горле здоровом… — Я приехал к вам, — разносилось по притихшей площади, — чтобы помочь вам ликвидировать мятеж жалкого, ничтожного атамана Григорьева, агента агентов, лакея лакеев, наемника наемников западной буржуазии… |

Как пишет Ричард Пайпс в своей фундаментальной работе «Россия под большевиками»:
| …в военных вопросах тот [Троцкий] был «дилетант». Тем не менее Троцкий исполнял несколько важных функций. Он брался разрешать несогласия, возникавшие между красными генералами, обычно после согласования с Москвой, и обеспечивал выполнение ими постановлений центра. Разъезжая под охраной латышей по фронтам в своём специальном поезде, оборудованном телеграфом, радиопередатчиком, печатным станком, гаражом и даже оркестром, в сопровождении фотографа и кинематографа, Троцкий мог оценить ситуацию на местах и принимать быстрые и радикальные решения по вопросам, касающимся людей и снаряжения. Кроме того, его появление и речи часто производили электризующее воздействие на деморализованные войска…Троцкий явился инициатором введения жестоких дисциплинарных мер в Красной Армии…В общем и целом, он управлял войсками при помощи террора. |

Ричард Пайпс также указывает, что, в отличие от Ленина, всю Гражданскую войну просидевшего в Москве, Троцкий проявил значительную личную смелость, лично разъезжая по фронтам, и, в том числе рискуя собственной жизнью. В августе 1918 года под Казанью его поезд был атакован белогвардейским отрядом в 1200 человек при трёх артиллерийских орудиях, однако охрана поезда смогла удержать его до подхода подкреплений. В конце августа по настоянию Реввоенсовета армии Троцкий был пересажен с поезда на миноносец в составе Волжской речной флотилии. В ночь на 30 августа флотилия была обстреляна, миноносец с Троцким был отрезан от остальных судов, и чудом уцелел; как впоследствии писал сам Троцкий, «…нас не расстреляли из орудий, под дулами которых мы вертелись, только потому, что по халатности не ожидавшие ночных визитов офицеры белогвардейских батарей все до одного развлекались в театре».
В августе 1918 года группа эсеров во главе с Семёновым, осуществившая покушение на Ленина, также планировала организовать взрыв поезда Троцкого. Как утверждает сам Троцкий в своей работе «Моя жизнь», во время одной из поездок поезд потерпел крушение на станции Горки:

Ночью меня подкинуло, и я почувствовал ту жуть, которую чувствуют во время землетрясения: почва уходит из-под ног, нет опоры. … вагон встал ребром и замер. В ночной тишине раздавался лишь одинокий слабый, жалобный голос. Тяжелые двери вагона так перекосило, что они не открывались, выйти нельзя было. Никто не показывался, и это рождало тревогу. Не враги ли? С револьвером в руке я выскочил через окно и натолкнулся на человека с фонарем. Это был начальник поезда, который не мог пробраться ко мне. Вагон стоял на откосе, зарыв три колеса глубоко в насыпь и подняв три других над рельсами. Задняя и передняя площадки были исковерканы. Передней решеткой придавило к площадке часового. Это его жалобный голосок, точно плач ребёнка, раздавался во тьме. Освободить его из-под плотно накрывшей его решетки было нелегко. Ко всеобщему удивлению, оказалось, что часовой отделался только синяками и испугом. Всего было разбито восемь вагонов.

## Привлечение в Красную армию «военспецов» (1918—1919)
Начало в мае-июне 1918 года чехословацкого мятежа заставляет большевиков приступить к форсированному формированию массовой армии на основе единоначалия и принудительных мобилизаций. Ричард Пайпс отмечает, что вплоть до лета 1918 года Красная армия существовала главным образом на бумаге. Формирование такой армии противоречило идеологии самих же большевиков; так, Ленин в теоретической работе 1917 года «Государство и революция» провозглашал будущую замену постоянной армии «всеобщим вооружением народа». Кроме того, из демографических соображений было ясно, что армия по составу будет не рабочей, а преимущественно крестьянской, тогда как большевики рассматривали основную массу крестьянства, как «мелкую буржуазию». Однако восстание Чехословацкого корпуса наглядно показывает необходимость перехода от полупартизанских формирований к традиционной регулярной армии.
Вскоре становится очевидным, что управление подобной армией является невозможным без массового привлечения к службе в ней бывших царских офицеров. Сами большевики, как правило, не имели никакого военного опыта, а если и имели, то как отмечает Ричард Пайпс, это был опыт командования не выше батальона. Вместе с тем на территориях, контролировавшихся большевикам по состоянию на лето 1918 года, проживало до 250 тыс. бывших офицеров. 220 тыс. из них получили звания уже по мобилизации в Первую мировую войну. Дворяне среди них уже были в меньшинстве; «социальное происхождение» 80 % офицеров военного времени было крестьянским.
Троцкий лично продвигает массовое привлечение офицеров в качестве «военспецов», хотя они и рассматривались большевистской доктриной, как «контрреволюционеры». Как указывает Ричард Пайпс, после провала организованных Борисом Савинковым эсеро-белогвардейских мятежей офицеров «преследовали, как бешеных собак», на октябрь 1918 года до 8 тыс. офицеров находились в тюрьмах на положении заложников по условиям красного террора. Уже в конце июля 1918 года вводится принудительная регистрация бывших царских офицеров, военных чиновников и военного персонала в возрасте от 21 до 26 лет, которую многие офицеры проигнорировали. 23 июля 1918 года Троцкий пишет для «Известий» программную статью «Офицерский вопрос», 30 сентября 1918 года своим декретом фактически объявил, что берёт в заложники членов семей «военспецов», несколько писем Троцкого, подтверждавших подобную практику, зафиксированы также в декабре 1918 года.
13 октября 1918 года Троцкий в своей докладной записке, отправленной Ленину, Свердлову, Склянскому и Дзержинскому, предложил освободить из тюрем всех офицеров, против которых не было выдвинуто серьёзных обвинений, при условии, что они будут служить в Красной армии. При этом Троцкий предлагал собирать со всех таких офицеров подписку в том, что в случае перехода на сторону белогвардейцев их семьи будут арестованы. Записка Троцкого была рассмотрена и одобрена на заседании ЦК РКП(б) 25 октября при условии, что освобождаемые офицеры не были замешаны в «контрреволюционной деятельности». В целом, курс на широкое привлечение в Красную армию бывших царских офицеров, и драконовские меры для обеспечения их лояльности большевизму, был, помимо Троцкого, одобрен также рядом других большевистских лидеров, в частности, Предсовнаркома Лениным и командующим Восточным фронтом И. И. Вацетисом. В общих чертах такой курс был одобрен V Съездом Советов в июле 1918 года.
Исследователь А. В. Ганин отмечает, что заложничество семей «военспецов» носило лишь характер угрозы, так и не нашедшей сколько-нибудь широкого применения. Своим приказом от 30 сентября 1918 года Троцкий возложил аресты семей офицеров-перебежчиков на члена Реввоенсовета Аралова С. И., который и сам был бывшим штабс-капитаном, в результате чего сложилась ситуация, когда «учётом военспецов в РККА занимались сами же военспецы». Сам Аралов не проявил никакого усердия в выполнении данного ему Троцким поручения, уже 20 декабря 1918 года Троцкий телеграфирует в отдел военного контроля Реввоенсовета следующее требование: «произошёл ряд фактов измены со стороны бывших офицеров, занимающих командные посты, но ни в одном из случаев, насколько мне известно, семья предателя не была арестована, так как, по-видимому, регистрация бывших офицеров вовсе не была произведена. Такое небрежное отношение к важнейшей задаче совершенно недопустимо». Тем не менее, родной брат белогвардейского генерала Махрова П. С., также генерал Махров Н. С., в конце 1919 года передал своему брату через линию фронта сообщение, что вынужден служить «военспецом», так как в заложниках находится его семья. Командующий 9-й армией бывший офицер Генштаба Всеволодов Н. Д. летом 1919 года перебежал к белым вместе со своей семьёй.
7 декабря 1918 года Совнарком выпускает декрет о мобилизации бывших царских офицеров и унтер-офицеров. За один только период с 15 декабря 1918 года по 15 января 1919 года было мобилизовано 4302 бывших офицера и 7621 бывших унтер-офицера, тогда как курсы «красных командиров» выпустили за это время всего лишь 1341 человека. Ричард Пайпс приводит данные, по которым в течение Гражданской войны в Красной армии служило 75 тыс. бывших царских офицеров, в том числе, 775 бывших генералов и 1726 бывших офицеров Генштаба. В Красной армии служили даже два бывших царских военных министра Поливанов А. А. и Шуваев Д. С., а также один из бывших военных министров Временного правительства Верховский А. И. Столь массовое привлечение офицеров создало множество конфликтов между ними и политическими комиссарами, к концу 1918 года внутри РКП(б) формируется так называемая «военная оппозиция». Действительно, целый ряд мобилизованных в РККА офицеров перебежали на сторону белых, в частности, генерал Стогов Н. Н., под прикрытием службы в Красной армии возглавивший антибольшевистское подполье в Москве, с января 1920 года служил в армии белогвардейского генерала Шкуро. Генерал-лейтенант Русской Императорской армии Архангельский А. П. под прикрытием должности начальника Главного управления кадров Всероглавштаба (Главного штаба) участвовал в деятельности подпольной организации «Национальный центр», в феврале 1919 года бежал из Москвы на Дон. Генерал-лейтенант Шварц А. В., бывший военный руководитель Северного участка завесы, в марте 1918 года бежал на Украину, и перешёл на сторону белогвардейцев. Также в 1918 году перешёл на сторону «белых» генерал Нотбек В. В..
На Южном фронте перебежали к белогвардейцам последовательно три начальника штаба 8-й армии (в октябре 1918 года В. В. Вдовьев-Кабардинцев, в марте 1919 В. А. Желтышев, в августе 1919 А. С. Нечволодов). Летом 1919 года 8-я армия «заслужила» особое внимание Троцкого, потребовавшего от членов Реввоенсовета армии «самых суровых репрессий» по отношению к «анархо-шкурническим элементам, которые пытаются практически применить методы махновщины», обвинил Реввоенсовет армии в «настроении самоуспокоения», и в «скандальном факте восстания в запасной бригаде, которая должна быть предметом особых политических забот ответственных работников». В числе замечаний, высказанных руководству армии, было и то, что газета «Звезда красноармейца» «не отражает жизни 8-й армии, и может быть почти с таким же успехом названа 'Звездой Мурманского исполкома'».
Лояльность ряда «военспецов» большевикам была сомнительной. Показателен в этом плане пример бывшего царского генерала Сапожникова Н. П., заявившего, что «Октябрьскую революцию я вначале не понял и не считал её стабильной, так как видел в то время больше разрушения…был близок скорее к сторонникам мелкобуржуазной республики, хотя, если бы была конституционная монархия, возможно, что я бы не стал против неё драться». Бывший генерал-майор Серебрянников В. Г. в анкете обозначил собственные взгляды, как «монархические», бывший офицер Генштаба Афанасьев А. В. определил себя, как «монархиста-конституционалиста». Бывший генерал-майор царской армии Свечин А. А., уже находясь на службе у большевиков, нисколько не скрывал своего негативного к ним отношения, и говорил о том, что пошёл служить только для борьбы с немцами в «войсках завесы». Один из самых лояльных большевизму «военспецов», бывший полковник царской армии Егоров А. И. во время революции 1905 года участвовал в карательных акциях, и лично командовал расстрелами манифестаций.
Тем не менее, основная масса офицеров заявляли, что они вообще «не интересуются политикой». Ричард Пайпс присоединяется к такой оценке, и утверждает, что большинство бывших офицеров не интересовались политикой, и пошли на службу к большевикам, «только потому, что они были — власть».
Помимо перехода на сторону к «белых» в некоторых случаях бывшие офицеры также поднимали и прямые восстания. Самым громким из них является мятеж бывшего подполковника царской армии, Командующего Восточным фронтом левого эсера Муравьёва М. А., в июле 1918 года. Командующий 2-й армией Восточного фронта, бывший подполковник Махин Ф. Е., в июле 1918 года дезорганизовал свою армию, и перешёл на сторону Комуча. Весной 1919 года бывшие царские офицеры, мобилизованные в Красную армию, и состоявшие в тайной эсеро-белогвардейской организации «Национальный центр», подняли мятеж на фортах «Красная Горка» и «Серая Лошадь» под Петроградом. 7 мая 1919 года взбунтовался командир 6-й Украинской советской дивизии, бывший штабс-капитан атаман Григорьев Н. А., 27 июля 1919 года застреленный махновцами. 23 августа 1919 года бывший казачий войсковой старшина (подполковник) Миронов Ф. К., назначенный командиром Донского корпуса, самовольно выступил с недоформированным корпусом против Деникина, после чего 14 сентября сдался Будённому, который приказал Миронова расстрелять. Троцкий ещё 12 сентября в приказе по 9-й армии требовал Миронова «пристрелить, как собаку», и 13 сентября написал статью «полковник Миронов», в которой обвинил его в карьеризме, и стремлении «нажить политический капиталец». Однако 14 сентября он забирает Миронова, предотвращая его расстрел, и отдаёт под трибунал, который просит «вынести мягкий приговор». После того, как трибунал приговаривает Миронова к расстрелу, Троцкий обращается в ЦК РКП(б) с просьбой Миронова амнистировать. По всей видимости, Троцкий столь резко изменил своё отношение к Миронову из-за того, что тот пользовался заметной популярностью среди казачьего населения, и мог быть использован для борьбы с «белыми» казаками.
Подобные настроения среди «военспецов» и существование ряда перебежчиков постоянно подпитывало «военную оппозицию», и дискредитировало Троцкого лично. Фурманов Д. А. так выразил отношение оппозиции к офицерам: «Спецы — полезный народ, но в то же время народ опасный и препотешный. Это какое-то особое племя — совершенно особое, ни на кого не похожее. Это могикане. Больше таких Россия не наживёт: их растила нагайка, безделье и паркет». В «Правде» 25 декабря 1918 года публикуется программная статья замнаркомнаца Каменского А. З. «Давно пора», возражающая против предоставления «военспецам» командных должностей. На VIII съезде РКП(б) в марте 1919 года происходит ожесточённая дискуссия со сторонниками «военной оппозиции». Как пишет сам Троцкий в своей работе «Моя жизнь»,
| Старая армия ещё разбредалась по стране, разнося ненависть к войне, а нам уже приходилось строить новые полки. Царских офицеров изгоняли из старой армии, местами расправлялись с ними беспощадно. Между тем нам приходилось приглашать царских офицеров в качестве инструкторов новой армии….Еще не отзвучали проклятия по адресу старой дисциплины, как уже мы начинали вводить новую. …Оппозиция по военному вопросу сложилась уже в первые месяцы организации Красной Армии. Основные её положения сводились к отстаиванию выборного начала, к протестам против привлечения специалистов, против введения железной дисциплины, против централизации армии и т. д. … Серьёзный опыт гражданской войны очень скоро опроверг эти предрассудки. Преимущества централизованной организации и стратегии над местной импровизацией, военным сепаратизмом и федерализмом обнаружились слишком скоро и ярко на опыте борьбы. На службе в Красной армии состояли тысячи, а затем десятки тысяч бывших кадровых офицеров. Многие из них, по собственным словам, ещё два года тому назад считали умеренных либералов крайними революционерами, большевики же относились для них к области четвёртого измерения…. Во время наших неудач на Востоке, когда Колчак приближался к Волге, Ленин на заседании Совнаркома, на которое я явился прямо с поезда, написал мне записочку: «А не прогнать нам всех спецов поголовно и не назначить ли Лашевича главнокомандующим?» Лашевич был старый большевик, выслужившийся на «немецкой» войне в унтер-офицеры. Я ответил на том же клочке: «Детские игрушки». Ленин поглядел на меня лукаво исподлобья, с особенно выразительной гримасой, которая означала примерно: «Очень вы уж строго со мной обращаетесь». По сути же он любил такие крутые ответы, не оставляющие места сомнениям. После заседания мы сошлись. Ленин расспрашивал про фронт. «Вы спрашиваете, не лучше ли прогнать всех бывших офицеров. А знаете ли вы, сколько их теперь у нас в армии?» — «Не знаю». — «Примерно?» — «Не знаю». — «Не менее тридцати тысяч». — «Ка-а-ак?» — «Не менее тридцати тысяч. На одного изменника приходится сотня надежных, на одного перебежчика два-три убитых. Кем их всех заменить?» |

Однако широкое привлечение в РККА «военспецов» и централизация командования были далеко не единственными фактом, вызывавшим раздражение «военной оппозиции». Со временем, новая армия начала всё сильнее напоминать старую: в январе 1919 года были введены индивидуальные знаки отличия в виде квадратов и ромбов, в апреле 1919 года введена единая форма одежды, одним из наиболее узнаваемых элементов которых стала «будёновка». Особое раздражение оппозиционеров вызывало также восстановление в армии традиционных воинских приветствий.

## Конфликты
Постоянное личное вмешательство Предреввоенсовета не только в стратегические, но иногда и в оперативные, или даже тактические вопросы в ряде случаев вызывали сильное раздражение местных командиров и начальников. Член Реввоенсовета К. Х. Данишевский называет поездки Троцкого на фронт «партизанскими наскоками»: «недовольно было и командование, ибо часто при поездах и во время пребывания поездов Троцкого создавалось двоевластие, путались действия, планы, потому что Троцкий часто о своих распоряжениях и действиях не ставил в известность ни командование, ни Реввоенсовет….Иногда приходилось выделять специальные части, чтобы защитить Троцкого или выручать его (как это имело место, когда белогвардейцы прорвались к Казанской железной дороге, и заперли поезд Троцкого)».
Сам Троцкий писал:
| Дать хороших командиров, несколько десятков опытных бойцов, десяток самоотверженных коммунистов, добыть босым сапоги, устроить баню, провести энергичную агитационную кампанию, накормить… Всем этим занимался поезд…В поезде работал телеграф. Мы соединялись прямым проводом с Москвой, и мой заместитель Склянский принимал от меня требования на …предметы снабжения… дело в том, что мы не хотели погибнуть прежде, чем нам удастся создать стройную систему. Вот почему мы вынуждены были, особенно в первый период, заменять систему импровизациями, чтобы на них можно было в дальнейшем опереть систему. … Война развертывалась …часто в самых глухих углах растянувшегося на восемь тысяч километров фронта. Полки и дивизии по месяцам оставались оторванными от всего мира…Поезд являлся для них вестником иных миров. У нас имелся всегда запас телефонных аппаратов и провода… Поезд всегда был в курсе того, что происходит во всем мире…Появление поезда включало самую оторванную часть в круг всей армии, в жизнь страны и всего мира. Тревожные слухи и сомнения рассеивались, настроение крепло. |

Бесцеремонность Троцкого на посту Предреввоенсовета привела его к ряду личных ссор со своими подчинёнными. Так, латышские стрелки негативно восприняли назначение Троцкого на должность наркомвоена, и на первом красноармейском параде 1 мая 1918 года потребовали, чтобы парад принимал не Троцкий, а Ленин. После того, как на парад прибыл всё-таки Троцкий, латыши под командованием Вацетиса демонстративно парад покинули.
Во время второй обороны Царицына в сентябре — октябре 1918 года начинается конфликт Троцкого с комиссаром Южного фронта Сталиным и командармом Ворошиловым, демонстративно обращавшихся напрямую к Предсовнаркома Ленину, минуя Реввоенсовет во главе с Троцким. Основным предлогом для конфликта стало продвигавшееся лично Троцким назначение Командующим Южным фронтом «военспеца», бывшего царского генерал-майора Сытина П. П., тогда как Сталин возражал против такого назначения, считая Сытина ненадёжным. Белогвардеец Роман Гуль писал, что «…никому, кроме Ворошилова, не подчиняющаяся царицынская вольница стала поперёк горла и командованию фронта, и предреввоенсовета Троцкому…Ворошилов присланных Троцким генералов сажает на баржу. А телеграммы Троцкого рвёт Сталин». Положение усугублялось тем, что назначенный на Южный фронт лично Троцким «военспец», полковник Русской армии Носович А. Л. незадолго до происходящих событий перешёл на сторону белогвардейцев, сообщив генералу Деникину важные секретные сведения, к которым он имел доступ. Со своей стороны, Троцкий утверждал, что Ворошилов и Сталин выдвинули против Носовича обвинения в измене, которые не подтвердились, только потому, что его прислал Троцкий, и «отдали Носовича в Чека». В результате Носович бежал к Деникину, опасаясь за свою жизнь.
2 октября ЦК РКП(б) принял постановление, в котором потребовал указать Сталину, что «подчинение Реввоенсовету абсолютно необходимо. В случае несогласия Сталин может приехать в Москву и апеллировать к ЦК, который и может вынести окончательное решение». От имени ЦК председатель ВЦИК Свердлов телеграфирует Сталину, Ворошилову и Минину С. К., что «все решения Реввоенсовета обязательны для военсоветов фронтов. Без подчинения нет армии». 3 октября Сталин, Ворошилов и Минин заявляют Предсовнаркома Ленину протест, обвинив Троцкого в «развале Южного фронта». В одной из своих телеграмм Ленину Сталин с негодованием отмечает, что «троцкистская дисциплина состоит на деле в том, чтобы виднейшие деятели фронта созерцали заднюю военных специалистов из лагеря „беспартийных“ контрреволюционеров…это у Троцкого называется невмешательством в оперативные дела…Троцкий не может петь без фальцета, действовать без крикливых жестов… Троцкий, вчера только вступивший в партию, старается учить меня партийной дисциплине». 4 октября Троцкий лично выехал в Царицын, после чего потребовал отзыва Сталина; между сторонами состоялся разговор, который Сталин охарактеризовал, как «оскорбительный». Как пишет сам Троцкий в своей работе «Моя жизнь»,

В штабе царила тревога. Пущен был слух, что Троцкий едет с большой метлой, а с ним два десятка царских генералов для замещения партизанских начальников, которые, к слову сказать, к моему приезду все спешно переименовались в полковых, бригадных и дивизионных командиров. Я поставил Ворошилову вопрос: как он относится к приказам фронта и главного командования? Он открыл мне свою душу: Царицын считает нужным выполнять только те приказы, которые он признает правильными. Это было слишком. Я заявил, что, если он не обяжется точно и безусловно выполнять приказы и оперативные задания, я его немедленно отправлю под конвоем в Москву для предания трибуналу. … в великой борьбе, которую мы вели, ставка была слишком велика, чтоб я мог оглядываться по сторонам. И мне часто, почти на каждом шагу, приходилось наступать на мозоли личных пристрастий, приятельства или самолюбия. Сталин тщательно подбирал людей с отдавленными мозолями. У него для этого было достаточно времени и личного интереса.

6 октября Сталин выезжает в Москву, и 8 октября получает новое назначение, в Реввоенсовет Республики. Фактически, Сталин был отозван из Царицына по настойчивому требованию Троцкого, а Ворошилову Троцкий в личном разговоре угрожал арестом и доставкой в Москву чуть ли не «в кандалах». Результатом стала острая ненависть Сталина как к Троцкому, так и к его первому заместителю Склянскому.
Впоследствии, 13 января 1919 года Троцкий заявляет, что «направление ворошиловской политики состояло в том, чтобы, при столкновении с затруднениями, и сделав промахи, валить ответственность на центр, на засевших там саботажников и предателей, хотя ни в одной из армий Советской Республики не было такого злостного неподчинения и самостийности, как в армии Ворошилова».
Также на Южном фронте в начале октября 1918 года терпит ряд поражений под Пермью 3-я армия, после чего Троцкий начинает требовать расстрелов командиров и комиссаров под предлогом того, что несколько офицеров перебежали на сторону белогвардейцев. 14 октября 1918 года члены РВС 3-й армии Смилга И. Т. и Лашевич М. М. заявляют в ЦК РКП(б) протест против действий Троцкого, заявив:

…мы крайне протестуем против легкомысленного отношения т. Троцкого к таким вещам, как расстрел. Он, узнав, что в каком-то полку перебежало несколько офицеров, требует расстрелов комиссаров полка и дивизии. … У нас нет ни одной дивизии, в которой не было бы случаев измены. Нужно было бы перестрелять половину Революционного Военного Совета, ибо назначенный им когда-то командующий 3-й армией Богословский сбежал, не приняв командования…

В последующие месяцы конфликт вокруг Перми только разросся: член ВЦИК Каменский 25 декабря 1918 в своей статье в «Правде» обвинил Троцкого в намерении расстрелять семерых «заслуженных большевиков» за бегство в их частях офицеров, член Реввоенсовета Восточного фронта Гусев С. И. в своём письме в ЦК РКП(б) 26 декабря 1918 года обвинил Троцкого в «дёргании армий». 31 декабря 1918 г. в конфликт вмешался Предсовнаркома Ленин, обвинивший Лашевича и Смилгу в «пьянстве», и попросивший Троцкого «разобраться». Окончательно конфликт был исчерпан в январе-феврале 1919 года с переводом Лашевича и Смилги на другие должности.
В. Краснов и В. Дайнес в своей работе «Неизвестный Троцкий: красный Бонапарт» приводят ряд других примеров подобных конфликтов. Во многих случаях Троцкий лично, или через своих назначенцев, приказал (или, по крайней мере, пытался) расстрелять (или, по крайней мере, снять с должности) «заслуженных большевиков», товарищи которых потом жаловались в высшие партийные инстанции на незаслуженные, по их мнению, репрессии. В число большевиков, с которыми поссорился Троцкий вошёл также участник расстрела царской семьи Голощёкин Ф. И., во время борьбы с «военной оппозицией» весной 1919 года подвергший резкой критике систему военного управления за даже не «двоевластие», а по крайней мере «пятивластие»: «у нас имеется Реввоенсовет, дающий приказы, имеется Высшая военная инспекция, имеется Совет Обороны, предреввоенсовета, дающий приказы из поезда, и Подвойский, председатель Высшей военной инспекции, дающий приказы из поезда. Вот что мешает работать». Также к концу Гражданской войны Троцкий пришёл к личной ссоре с председателем Петросовета Зиновьевым Г. Е.. Источники расходятся в оценке времени начала этой ссоры; часть исследователей утверждают, что Зиновьев и Троцкий поссорились во время обороны Петрограда в 1919 году, когда энергия и бесцеремонность Троцкого натолкнулись на характерную для Зиновьева трусость и панику. В. Краснов и В. Дайнес считают, что ссора произошла во время подавления «Кронштадтского мятежа» зимой 1920/1921 годов.
С началом в 1920-е годы ожесточённой борьбы за власть внутри ВКП(б) оказалось, что Троцкий успел создать себе таким образом немало врагов. На пленуме ЦК ВКП(б) в 1927 году Ворошилов прямо обвинил Троцкого в чрезмерной приверженности расстрелам, в том числе расстрелам «заслуженных коммунистов».
Снятию Троцкого в январе 1925 года с ключевого поста Предреввоенсовета предшествовала долгая и напряжённая кулуарная борьба в течение 1923—1924 годов. Одним их этапов этой борьбы стало формирование в 1924 году Комиссии по обследованию положения дел в РККА. Сталин назначил главой этой комиссии Гусева (Драбкина) С. И., в 1922 по требованию Троцкого снятого с должности начальника Политуправления Реввоенсовета (ПУРа), за то, что тот «опаздывает и запаздывает».

## Расказачивание (январь-май 1919)
Отношение большевиков и лично Троцкого к казакам было скорее враждебным. Определённую роль в этом сыграли и частые мобилизации казаков на подавление массовых беспорядков, неоднократно проводившиеся царским правительством, когда для борьбы с революционным движением не хватало сил полиции. В результате в революционной литературе формируется образ казаков, как так называемых «цепных псов царизма», у ряда деятелей революции возникает к казакам и личная неприязнь. Советский поэт Маяковский обыгрывает это так: «Грузины вешали прокламации. Казаки вешали грузинов. Мои товарищи — грузины. Я начинаю ненавидеть казаков».
В ходе революции большевики часто проводят исторические аналогии с Французской революцией; для Дона таким аналогом становится Вандея.
В конце 1917 года большевизация достигает и традиционных казачьих районов, прежде всего на Дону. Здесь большевики, считавшие себя, в первую очередь рабочей партией, опираются на рабочих Таганрога и Ростова-на-Дону. Сильно большевизируются также так называемые «иногородние» — пришлое крестьянское население, не имевшие прав казаков, и привлечённое на сторону большевиков перспективами раздела казачьих войсковых земель.
Вместе с тем Троцкий, в соответствии с большевистской доктриной, старается всё же привлечь на свою сторону часть «трудового казачества». Ещё 21 октября 1917 года, непосредственно перед Октябрьской революцией, Троцкий публикует от имени Петросовета воззвание «Братья-казаки!»
В дальнейшем Троцкий выпускает также ряд других воззваний и обращений к казакам. Общим местом в них становится противопоставление «трудовых казаков» и казаков-«каинов», «убивающих своих братьев». Одно из таких воззваний к казакам генерала Краснова вышло 10 декабря 1918 года, и призывало сложить оружие. Однако, если Троцкий, как опытный агитатор и политик, предпочитал лавировать между «белыми» и «красными» казаками, раскалывая казачество, то другие большевистские лидеры могли придерживаться совсем другого мнения. 15 декабря 1918 года председатель ВЦИК Свердлов Я. М. заявил протест командованию Южного фронта, по приказу Троцкого отпускавшего пленных казаков по домам. В своём письме на имя завполитотделом Южфронта Ходоровского И. И. Свердлов требовал: «решение о роспуске пленных считаем абсолютно недопустимым. Немедленно организуйте концентрационные лагеря. Приспособьте какие-либо шахты, копи…» Уже 24 января 1919 года Оргбюро ЦК РКП(б) в составе Свердлова Я. М., Крестинского Н. Н. и Владимирского М. Ф. издаёт директиву о «расказачивании».
Опираясь на назревавший в течение нескольких веков глубокий антагонизм между казаками и «иногородними», большевики с января 1919 года переходят к официальной политике «расказачивания». Начинается массовое переименование станиц в деревни, разоружение казаков, организация переселения «иногородних» и ряд более мелких мер, вроде запретов носить лампасы. Репрессии против казачьих верхов, а также бывших участников борьбы с революцией (настоящих или мнимых) сопровождались множеством эксцессов на местах, которые были определены, как «зверства» даже членом Реввоенсовета Смилгой.
Весной 1919 года на Дону вспыхивает серия антибольшевистских казачьих восстаний (см. Вёшенское восстание). Реввоенсовет Южного фронта с 16 марта требует от войск сжигать восставшие станицы, брать заложников, расстреливать каждого десятого, или даже каждого пятого мужчину. Однако подобные меры не дали никакого эффекта, наоборот, к маю положение большевиков ещё сильнее ухудшилось с наступлением войск белогвардейского генерала Май-Маевского на Луганск, и началом с 7 мая мятежа атамана Григорьева. Троцкий в это время находился на Восточном фронте, 13 мая прибывает на Южный фронт, где убеждается в «полном отсутствии энергии местного командования» в ликвидации «затянувшегося восстания». Уже 14 мая Троцкий устраивает «разнос» командованию фронта, обвинив его в «преступной волоките», «нераспорядительности», «много солдат ходят босиком», «нахожу одновременно необходимым назначить особое расследование…для привлечения всех виновных к суровой ответственности».
К концу мая 1919 Троцкому удаётся подготовить наступление Красной армии на Дон. 25 мая он издаёт приказ № 100:

Приказ Председателя Революционного Военного Совета Республики по экспедиционным войскам № 100

Богучар

25 мая 1919 г.

Прочесть во всех ротах, эскадронах, батареях и командах

Конец подлому Донскому восстанию!

Пробил последний час!

Все необходимые приготовления сделаны. Сосредоточены достаточные силы, чтобы обрушить их на головы изменников и предателей. Пробил час расплаты с Каинами, которые свыше двух месяцев наносили удары в спину нашим действующим армиям Южного фронта. Вся рабоче-крестьянская Россия с отвращением и ненавистью глядит на те мигулинские, вешенские, еланские, шумилинские банды, которые, подняв обманный красный флаг, помогают черносотенным помещикам: Деникину и Колчаку.
Солдаты, командиры, комиссары карательных войск!

Подготовительная работа закончена. Все необходимые силы и средства сосредоточены. Ваши ряды построены. Теперь по сигналу — вперед!
Гнезда бесчестных изменников и предателей должны быть разорены. Каины должны быть истреблены. Никакой пощады к станицам, которые будут оказывать сопротивление. Милость только тем, кто добровольно сдаст оружие и перейдет на нашу сторону. Против помощников Колчака и Деникина — свинец, сталь и огонь!

Советская Россия надеется на вас, товарищи солдаты. В несколько дней вы должны очистить Дон от чёрного пятна измены. Пробил последний час!

Все, как один, вперед!

Председатель Революционного Военного Совета Республики Народный Комиссар по Военным и Морским делам Л.Троцкий

Подписав этот приказ, Троцкий выступает с речью перед бойцами 33-й стрелковой дивизии, призвав их «не оставить в казачьих станицах камня на камне», затем телеграфирует в Москву своему заместителю Склянскому предложение продумать применение «удушливых газов». Реввоенсовет Южного фронта получает указания конфисковывать у казаков лошадей, сёдла и сбрую, а также расстреливать «негодяев, торгующих патронами». 28 мая 1919 года красноармейцы переходят в наступление.

## «Военная оппозиция». Конфликт на Восточном фронте. Замена главнокомандующего (март — июль 1919)
К концу 1918 года методы Троцкого по строительству новой армии, основанной на широком привлечении «военспецов» из числа бывших царских офицеров, отмене выборности командиров, восстановлении единой формы одежды, знаков различия и воинского приветствия, начали вызывать всё большее отторжение «военной оппозиции», методы которой были позднее определены большинством партии, как «партизанщина». Особенно ожесточённые дискуссии с оппозиционерами по «военному вопросу» пришлись на VIII съезд РКП(б), состоявшийся 18 — 23 марта 1919 года.
Перед созывом Съезда Троцкий идёт на шаг, до сих пор остающийся двуссмысленным. 4 марта 1919 года под предлогом наступления Колчака на Восточном фронте он обращается к ЦК РКП(б) с просьбой разрешить ему немедленно выехать на фронт, и в работе Съезда не участвовать. Вместе с ним он предлагает отправить на фронт также и всех делегатов Съезда от военных частей. По позднейшей версии Сталина и Ворошилова, Троцкий предположительно «не решился появиться на Съезде, чтобы не выслушивать критику в свой адрес». С другой стороны, Троцкий отвергает обвинения себя в «трюке» (предполагаемый отзыв на фронт всех военных делегатов Съезда автоматически сделал бы невозможным, или, по крайней мере, затруднённым само обсуждение «военного вопроса»).
Рассмотрев 16 марта 1919 года обращение Троцкого, заседание ЦК РКП(б) в составе Ленин, Зиновьев, Крестинский, Владимирский, Сталин, Шмидт, Смилга, Дзержинский, Лашевич, Бухарин, Сокольников, Троцкий, Стасова постановляет немедленно направить Троцкого по его просьбе на фронт, однако военных делегатов Съезда на фронт всё же не отправлять. На состоявшемся съезде оппозиционеры оказываются в меньшинстве, против их методов выступает лично Ленин, осудивший «партизанщину в войсках», и поддержавший переход к регулярной армии.
В конце апреля командующий Восточным фронтом С. С. Каменев выполнил обходной манёвр на южном фланге Колчака и ударил по его растянутому строю, белые начали отступать к Уралу. Каменев планировал преследовать Колчака в глубь Сибири, несмотря на то что у него осталась только половина войск: другую отправили на Южный фронт. Однако главнокомандующий И. И. Вацетис наложил запрет на план Каменева, опасаясь что у белых в Сибири есть сильные резервы, и приказал Каменеву остановиться на Урале. Троцкий поддержал Вацетиса не только из стратегических, но также из политических соображений. Ленин настаивал, чтобы РККА установила связь с Венгерской советской республикой, и Троцкий торопился освободиться на Восточном фронте. 5 мая 1919 Троцкий снял Каменева, не хотевшего отказываться от преследования Колчака, с должности командующего. Комиссары Восточного фронта Лашевич, Смилга и Гусев объявили о солидарности со снятым командующим, обратились к Ленину и Сталину с просьбой восстановить Каменева, дав ему свободу действий, и добились отмены решения Троцкого и Вацетиса. 29 мая Каменев был вновь назначен командующий Восточным фронтом и продолжил преследование за Уралом, одержав новые победы над армией Колчака.
Конфликт обостряется тем, что к началу июля 1919 года Особый отдел ВЧК вскрыл заговор ряда приближённых к Вацетису лиц. Под подозрения подпадает и сам Вацетис. Несмотря на все попытки Троцкого защитить своего назначенца, Ленин на пленуме ЦК РКП(б) 4 июля 1919 года принимает решение о смещении Вацетиса с поста главкома, и замене его на командующего Восточным фронтом С. С. Каменева. ЦК также вывел из состава Реввоенсовета близких к Троцкому Смирнова, Розенгольца и Раскольникова, их места заняли Смилга и Гусев. 5 июля 1919 года Троцкий в знак протеста против этих решений подал в отставку с постов предреввоенсовета, наркомвоенмора и члена Политбюро ЦК, обратившись в ЦК с просьбой оставить его лишь одним из «рядовых» членов Реввоенсовета. По оценке исследователей В. Краснова и В. Дайнеса, подобный «ультиматум» Троцкого крайне напугал ЦК. Большинство ЦК, в том числе и Ленин лично, отказали Троцкому в отставке. Ленин идёт на беспрецедентный шаг, выдав Троцкому заранее подписанный Председателем Совнаркома чистый бланк с фразой: «Товарищи! Зная строгий характер распоряжений тов. Троцкого, я настолько убеждён, в абсолютной степени убеждён, в правильности, целесообразности и необходимости для пользы дела даваемого тов. Троцким распоряжения, что поддерживаю это распоряжение всецело».
Сразу же после этого у Троцкого возникли разногласия с новым главнокомандующим С. С. Каменевым о направлении основного контрудара Красной армии. Каменев предложил наступать на Царицын и Кубань, Троцкий считал более правильным по социально-политическим условиям (поддержка крестьянским и рабочим населением, плотная сеть дорог и железнодорожных путей) наступление на Украине с целью отсечь Добровольческую армию от казаков. Спор был вынесен на Политбюро, и оно согласилось с доводами главнокомандующего, санкционировав главное наступление на восточном участке.
Возвратившись на Южный фронт, Троцкий получил шифрованную телеграмму за подписями Дзержинского, Крестинского, Ленина и Склянского о том, что уже 8 июля Вацетис был арестован по подозрению в связях с заговорщиками.

## Рейд Мамонтова (август-сентябрь 1919)
В августе-сентябре 1919 года происходит известный рейд казачьего генерала К. К. Мамонтова по «красным» тылам (по выражению Троцкого, «корпус Мамонтова, подобно комете с грязным хвостом из грабежей и насилий, пронёсся по целому ряду губерний»). Как указывает Ричард Пайпс, рейд произвёл такое сильное впечатление, что красноармейцы, присланные на борьбу с Мамонтовым, отказывались выходить из железнодорожных вагонов (в ответ на что Ленин потребовал расстреливать всех подобных отказников), а до 20 тысяч новобранцев, посланных на пополнение Красной Армии, были взяты в плен, и зачислены в «белые» войска. Как утверждал И. И. Вацетис, «совершая его [рейд], Мамонтов усиленно разрушал железные дороги и беспощадно расправлялся с политическими и советскими организациями, в то же время не пренебрегая приёмами грубой демагогии, то есть раздавая награбленное имущество населению, думая тем привлечь его на свою сторону». По инициативе Верховного Главнокомандующего С. С. Каменева образуется Внутренний фронт во главе с М. М Лашевичем.
Рейд произвёл огромное впечатление и на Троцкого. На объединённом заседании Моссовета и представителей профсоюзов и фабзавкомов 26 августа 1919 года Троцкий, признал, что «если рассматривать этот прорыв с точки зрения кавалерийского набега, то он представляет собой, несомненно, предприятие, удачно проведённое». Вместе с тем как Троцкий, так и его противник, генерал А. И. Деникин, оценивали итоги рейда скептически. Деникин в своей работе «Очерки русской смуты» писал:

обремененный огромным количеством благоприобретенного имущества … корпус не мог уже развить энергичную боевую деятельность. Вместо движения на Лиски и потом по тылам 8-й и 9-й советских армий, куда требовали его боевая обстановка и директива, Мамонтов пошёл на запад, переправился через Дон и, следуя по линии наименьшего сопротивления, правым берегом его вышел 6 сентября к Короткову…Открылись свободные пути, и потянулись в донские станицы многоверстные обозы, а с ними вместе и тысячи бойцов. Из 7 тысяч сабель в корпусе осталось едва 2 тысячи…Генерал Мамонтов поехал на отдых в Новочеркасск и Ростов, где встречен был восторженными овациями. Ряды корпуса поредели окончательно. Будем справедливы: Мамонтов сделал большое дело…Но Мамонтов мог сделать несравненно больше: использовав исключительно благоприятную обстановку нахождения в тылу большевиков конной массы и сохранив от развала свой корпус, искать не добычи, а разгрома живой силы противника, что, несомненно, вызвало бы новый крупный перелом в ходе операции.
По оценке же Троцкого, «в течение 2 дней, действительно, можно было опасаться, что Южный фронт дрогнет, но Южный фронт, товарищи, не дрогнул ни одной своей крупной мышцей. Он остался там, где стоял. Конный враг кинулся на нашу Красную Армию, но наш красный стрелок остался лицом к югу, лицом к Новочеркасску и Ростову».
Генерал А. И. Деникин в своих мемуарах ехидно сообщает, что «…Бронштейн, находившийся тогда в районе набега и с необычайной поспешностью отбывший в Москву…взывал тоном ростопчинских афиш». На самом же деле, как сообщают исследователи В. Краснов и В. Дайнес, Троцкий в начале рейда действительно лично находился на Южном фронте, но довольно далеко от «района набега» — в Киеве. Уже 24 августа Троцкий пишет обращение «К кавалеристам корпуса Мамонтова», в котором сообщает, что «те ворота, через которые прорвалась ваша конница, захлопнуты тяжёлыми массами пехоты…вам выхода нет…вы-в стальном кольце…но в последнюю минуту Рабоче-Крестьянское правительство готово протянуть вам руку примирения». На самом же деле «стальное кольцо» начало формироваться позднее, к концу рейда, а на 24 августа подобные заявления были чистым блефом. 31 августа Предреввоенсовета Троцкий пишет Главкому Каменеву С. С., что «противник окружён жидким кольцом, к тому же не замкнутым».
Исследователи В. Краснов и В. Дайнес дают яркие картины бурной деятельности Троцкого в попытке организовать борьбу с конницей генерала Мамонтова. В походной типографии собственного поезда Троцкий печатает статью «На облаву!», требующую от крестьян при приближении казаков уводить лошадей, продовольствие и имущество, от местных органов власти выслеживать казачьи разъезды, и в том числе устраивать на их пути поджоги. Богатый на идеи Троцкий 13 сентября даже предложил Реввоенсовету Южфронта заготовить на пути следования мамонтовцев «большое количество спирта».
| На облаву, рабочие и крестьяне! С ружьём и дубьём! Не давайте хищникам ни времени, ни сроку, гоните их со всех концов! Ату белых! Смерть живорезам! |

Но в сентябре войска красноармейского Внутреннего фронта («группа Лашевича») всё-таки начали сжиматься вокруг Мамонтова. Обременённые огромными обозами, казаки предпочли вернуться на Дон.
Одним из последствий рейда становится то, что Троцкий преодолевает своё предубеждение против конницы, как, по его мнению, «аристократического» рода войск, и даже выдвигает лозунг «Пролетарий, на коня!». Существовавшее у Троцкого недоверие к кавалерии в какой-то мере объяснялось и тем, что в 1917 году именно кавалерийские части труднее всего поддавались пропаганде, и разложились в наименьшей степени. Кроме того, в России кавалеристов традиционно поставляли жители степей, воспринявшие революцию наиболее негативно. Большевики же избрали своей основной опорой заводских рабочих, которые были, в отличие от крестьян, крайне далеки от лошадей.
Уже 17 ноября 1919 года Реввоенсовет Республики одобряет создание легендарной Первой Конной армии Будённого. В четвёртую годовщину Красной армии 23 февраля 1922 г. «Правда» в очерке гражданской войны давала такое изображение формирования красной конницы: «Мамонтов, производя сильные разрушения, занимает на время Козлов и Тамбов. „Пролетарии, на коня!“ — клич т. Троцкого — в формировании конных масс был встречен с энтузиазмом, и уже 19 октября армия Будённого громит Мамонтова под Воронежем».

## Оборона Петрограда (октябрь-ноябрь 1919)
Практически одновременно с наступлением Деникина и рейдом Мамонтова на Южном фронте крайне опасная для большевиков ситуация складывается и на северо-западе, с наступлением Юденича на Петроград. 15 октября 1919 года Политбюро ЦК РКП(б) предлагает Троцкому лично прибыть в Петроград для организации его обороны. Одним из первых его действий после прибытия на место 17 октября стала разработка плана уличных боёв непосредственно в городе. Прямо по пути в Петроград Троцкий пишет программную статью «Петроград обороняется и внутри», в которой обещает, что «прорвавшись в этот гигантский город, белогвардейцы попадут в каменный лабиринт…Откуда им ждать удара? Из окна? С чердака? Из подвала? Из-за угла? Отовсюду».
Ричард Пайпс в своей фундаментальной работе «Россия под большевиками» отмечает, что соотношение сил на Северо-Западе было совершенно не в пользу Юденича. По его оценке, 14 400 белогвардейцам противостояла советская 7-я армия численностью 73 000 человек, а южнее дислоцировалась ещё и 15-я армия. Тем не менее, большевистское руководство фактически было полностью деморализовано, а Ленин даже рассматривал возможность сдачи Петрограда, однако всё же подписал директиву, требовавшую Петроград не сдавать.
Наступление генерала Юденича сопровождалось психологической войной: «белые» сражались ночью, стараясь создать ложное ощущение своего количественного превосходства, а непосредственно перед своим наступлением Юденич издал декларацию, в которой заявил, что «отвергает царизм», и признаёт право крестьян на землю. Кроме того, оглушительное впечатление на красноармейцев 7-й армии оказывало появление танков.
В своей работе «Моя жизнь» Троцкий ярко описывает царившую тогда ситуацию в Петрограде: «…всё ползло…войска откатывались…командный состав глядел на коммунистов, коммунисты на Зиновьева…Свердлов говорил мне: „Зиновьев-это паника“. А Свердлов знал людей…Зиновьев…ложился… на диван и вздыхал…»
В подобных условиях основной задачей Троцкого стало поднятие упавшего боевого духа войск, с тем, чтобы они могли воспользоваться своим численным преимуществом. Стремясь развеять страхи красноармейцев перед «белыми» танками, в своих речах Предреввоенсовета ехидно назвал танк «особого устройства металлической телегой», и также организовал строительство на Обуховском заводе нескольких танков. Троцкий неоднократно появляется с громкими речами прямо на передовой, и гонит назад паникующих красноармейцев. По оценке Ричарда Пайпса, «Оборона Петрограда стала единственным эпизодом гражданской войны, на исход которого решительно повлияло личное присутствие Троцкого. Все решения он принимал в одиночку. Советы Ленина были бессмысленны….Когда красные перестали паниковать, исход кампании, в силу их большого численного превосходства, был предрешён». 21 октября происходит решающее сражение на Пулковских высотах; советская 7-я армия переходит в решительное контрнаступление.
| Известия с других фронтов были столь плохи, что Ленин колебался, стоило ли жертвовать последние силы на оборону обреченного города. Троцкий придерживался иного мнения, и Политбюро доверило ему последнюю попытку. … Троцкий прибыл на своем знаменитом поезде, объезжавшем фронты. С начала гражданской войны он возил с собой прекрасные автомобили, службы связи, трибунал, пропагандистскую типографию, санитарные команды, специалистов в области военной инженерии, снабжения, уличных боев, артиллерии — все проверенные в бою, самоуверенные, связанные узами дружбы и доверия, излучавшие силу и энергию; они носили черные кожанки и красную звезду на фуражке. Эта сплоченная группа решительных и хорошо оснащенных организаторов бросалась туда, откуда грозила опасность. Они взяли все в свои руки. И произошло чудо. Троцкий приказал объявить, что «город будет защищаться изнутри», что это наилучшее, исходя из момента, стратегическое решение, что небольшая армия белых затеряется в лабиринте укрепленных улиц и найдет там могилу….Распространилась молва, что у белых есть танки. Троцкий объявил, что пехота может и сумеет бороться с ними. Не знаю, какие хитрумные агитаторы распустили слух, быть может, в конечном итоге верный, что танки Юденича сделаны из крашеного дерева. |

## Троцкий и орден Красного знамени
Первый из советских орденов, орден Красного Знамени, был создан по инициативе Подвойского Н. И., однако он утверждался, помимо ВЦИК, также и Предреввоенсовета Троцким. Первый вариант ордена был крайне резко раскритикован Троцким, направившим председателю ВЦИК Свердлову Я. М. телеграмму, в которой он сравнил орден с «бляхой носильщика, только менее удобной», «знак должен быть в три-четыре раза меньше и сделан из лучшего материала». По требованию Троцкого орден был переделан.
В мае 1919 года декретом ВЦИК вводится присвоение ордена войсковым частям, а через год разрешается повторное присвоение ордена отдельным бойцам за особые заслуги. Это обстоятельство было воспринято Троцким, как «девальвация» награды, снижение престижности в связи с массовыми её раздачами. Предреввоенсовета предложил ВЦИК в случае повторных награждений выдавать не новые орденские знаки, а «укреплять на основном ордене маленькие цифры — два, три, четыре». Это предложение было принято ВЦИК в изменённом виде: новые ордена всё-таки продолжили выдавать, но, по предложению Троцкого, с цифрами.
Сам Троцкий также был награждён орденом Красного знамени на заседании Президиума ВЦИК от 20 ноября 1919 года, за вклад в оборону Петрограда. В постановлении, в частности, было отмечено:
| Тов. Троцкий руководил Красной Армией не только из центра, но неизменно переносил свою работу на те участки фронтов, где задача была всего труднее, с неизменным хладнокровием и истинным мужеством идя наряду с героями-красноармейцами навстречу смертельной опасности. В дни непосредственной угрозы Красному Петрограду тов. Троцкий, отправившись на Петроградский фронт, принял ближайшее участие в организации блестяще проведенной обороны Петрограда, личным мужеством вдохновлял красноармейские части на фронте под боевым огнём. |

Вместе с тем этот орден так и остался единственной боевой наградой Троцкого. Он сам относился к наградам и знакам отличия крайне равнодушно, поскольку и сам разрабатывал для других награды и знаки отличия. Судя по фотографиям, Троцкий даже ни разу не надевал свой орден.

## Отношения с Махно (1919—1921)
В обстановке хаоса, наступившего на Украине в 1918 году, анархисту Махно Н. И. удаётся сформировать один из самых сильных партизанских отрядов. Махновские партизаны последовательно воюют против практически всех сил, когда-либо появлявшихся на Украине в течение Гражданской войны, исключая разве что правительство Центральной рады. Однако и ей Махно потребовал «смерти», но организовать вооружённое сопротивление не успел: режим Центральной рады был ликвидирован Германией. В 1918 году Махно последовательно воюет против германо-австрийских оккупантов, режима гетмана Скоропадского, и петлюровского режима Украинской Народной Республики.
В июне 1918 года Махно посетил Москву, где лично провёл переговоры с Лениным, Троцким, Свердловым и Зиновьевым. В январе — феврале 1919 года стороны заключают соглашение, по которому Махновская армия начала вести совместную с большевиками борьбу с Петлюрой и Деникиным. 21 февраля 1919 года Махно назначен командиром 3 бригады 1 Заднепровской дивизии 2 Украинской Красной армии, ведущей бои с деникинцами.
Однако махновцы остаются самостоятельной силой, имеющей множество противоречий с большевиками. Махно предъявляет к советской власти целый ряд претензий: террористическая деятельность ВЧК, ограничения свободы слова, печати и собраний, превращения власти Советов в диктатуру большевистской партии. Особенное раздражение у Нестора Махно, избравшего своей основной опорой крестьян, вызывала продразвёрстка.
Многочисленные противоречия между махновцами и большевиками вылились в первый значительный конфликт. 23 мая 1919 года Троцкий приказывает Реввоенсовету Южного фронта «упорядочить» махновцев. Находившемуся тогда на Южном фронте наркомвоенмору приходится метаться сразу между несколькими угрозами: наступлением Деникина, продолжающимся мятежом атамана Григорьева Н. А. и вспыхнувшим на Дону казачьим восстанием.
К концу мая 1919 года мятеж Григорьева был в целом подавлен, и тогда Троцкий принялся за взрывоопасного Махно. 2 июня Троцкий пишет пропагандистское воззвание «Махновщина», опубликованное в газете «Селянская правда» 7 июня. В этом воззвании предреввоенсовета ставит Махно в один ряд с атаманом Григорьевым и обвиняет махновское движение в «противонародном характере», который отражает «интересы ничтожной анархической кучки, опирающейся на кулака и темноту», в противостоянии «центральной Советской власти», поставленной «волей трудовых миллионов», в партизанщине, неорганизованности, и установлении личной диктатуры самого Махно. Закончилось воззвание словами: «Нет, с этим анархо-кулацким развратом пора кончить, кончить твёрдо, раз и навсегда. Так, чтобы никому больше повадно не было».
3 июня Троцкий потребовал ликвидировать махновскую военную организацию не позднее 15 июня, прекратить отпуск ему боеприпасов и денег, развернуть широкую агитацию против «махновщины». 6 июня Троцкий заявляет, что «кулацкие сынки, горланы, григорьевцы, махновцы … должны быть беспощадно раздавлены…калёным железом рабочая и крестьянская власть выжжет язву провокации, григорьевщины и махновщины». 6 июня Троцкий объявляет вне закона «съезд анархо-кулацких делегатов банды Гуляй-Поля».
Уже 7 июня Нестор Махно объявляет о своём желании оставить свой пост красного командира, Троцкий сообщает РВС Южного фронта, что «Махно капитулировал и просит принять у него дивизию», 8 июня Троцкий издаёт воззвание «Конец махновщине!». После этого 17 июня большевики проводят в Повстанческой армии Махно чистку, расстреляв семерых командиров. Сам Махно после этого окончательно разрывает отношения с большевиками, и организует Революционную повстанческую армию Украины, продолжавшую воевать с Деникиным.
Деятельность неконтролируемых махновцев продолжала вызывать настороженность большевиков, считавших, что «те повстанческие организации, что сегодня бьют Деникина…завтра будут гораздо опаснее для нас. Никакого чувства благодарности по отношению к ним быть не может». 8 января 1920 года командование 14-й армии приказывает махновцам передислоцироваться в район Гомеля для отражения предполагаемой атаки поляков. Нестор Махно отказывается выполнять приказ, и направляет телеграмму Реввоенсовета 14-й армии, Предсовнаркома Ленину, Предреввоенсовета Троцкому, Главкому Каменеву С. С., Петросовету, Моссовету, ВЦИК, РКП(б), гласящую:

… [войско Махно] в течение полугода вело неустанную войну с деникинскими насильниками, и, разбивая последних, дало возможность Красной армии продвинуться вперёд. … повстанцы… разбившие деникинскую контрреволюцию, в то время как ваша организованная и хорошо снабжённая армия отступала чуть ли не до Москвы, сумеют и впредь побороть те власти, которые попытаются диктовать свою волю трудовому народу.

В ответ на это Махно в очередной раз объявляется вне закона, завязываются бои между махновцами и силами 14-й армии. Однако в октябре 1920 года большевики и махновцы также в очередной раз заключают соглашение, на этот раз — для совместной борьбы с Врангелем.

## Работа «Терроризм и коммунизм» (1919—1920)
Во время боёв с Деникиным и Юденичем Троцкий начинает писать прямо в своём поезде работу «Терроризм и коммунизм», созданную в порядке полемики с классиком германской марксистской социал-демократии Каутским. В своей работе Троцкий заочно полемизирует с Каутским, осуждавшим террористические методы коммунистов, и их наступление на демократию; демократия охарактеризована Троцким, как «орудие парламентского шарлатанства», а сама книга Каутского, как «учёный пасквиль» и «плаксивые брошюры», которые учат «пролетариат не верить себе, а верить своему отражению в кривом зеркале демократии, которое сапогом милитаризма разбито на тысячу осколков».
Работа Троцкого представляет собой настоящий гимн большевистскому радикализму, здесь он противостоит «старой» германской социал-демократии, которая под марксистской «диктатурой пролетариата» понимает завоевание рабочими партиями большинства голосов, без разгонов выборных органов и закрытия «контрреволюционных» газет, «воззрение, будто терроризм принадлежит к существу революции» считает «широко распространённым заблуждением», а власть Советов — «суррогатом, возникшим из-за отсутствия политических организаций». Каутский приветствовал Октябрьскую революцию, однако он не принял режима террора и однопартийной диктатуры, впервые введя термин «казарменный социализм» («Kasernensozialismus»).
Критика Каутского занимает важное место в большевистской идеологии, так как, как указывает Ричард Пайпс, Каутский лично знал Маркса и Энгельса, и считался «официальным держателем прав по распоряжению их наследием». Ленин и Троцкий никак не могли пройти мимо работ Каутского. Ленин, по выражению Ричарда Пайпса, «не желая или не умея анализировать аргументы Каутского, прибег к ругани». Троцкий же написал несколько более развёрнутую работу, в которой, несмотря на всю её агрессивность, всё же признал, что в Советской России установлена диктатура, однако «это — диктатура рабочего класса: подчиняясь принуждению, рабочий на самом деле слушается самого себя».
Обстоятельства, в которых Троцкий писал свою работу, мотаясь в поезде по фронтам Гражданской войны, также не способствовали примирению («Каждый белогвардеец усвоил себе ту простую истину, что повесить коммуниста на суку легче, чем образумить его книжкой Каутского. Эти господа не питают суеверного страха ни к принципам демократии, ни к адскому пламени, тем более, что попы церкви и официальной науки действуют заодно с ними…Русские белогвардейцы похожи на немецких и на всех других в том отношении, что их нельзя убедить или устыдить, а можно только устрашить или раздавить»). Книга была начата во время ожесточённых боёв с наступающими войсками Деникина и Юденича, а закончена во время советско-польской войны 1920 года. По собственному признанию Троцкого, «…мы живём в обстановке тяжкого хозяйственного упадка, истощения, бедности, голода. Но это не довод против советского режима: все переходные эпохи характеризовались подобными же трагическими чертами…Переход от феодального хозяйства к буржуазному — подъём огромного прогрессивного значения — представляет собою чудовищный мартиролог».

…аргументы меньшевистских ораторов, особенно Абрамовича, отражают прежде всего полную оторванность от жизни и её задач. Стоит наблюдатель на берегу реки, которую необходимо переплыть, и рассуждает о свойствах воды и о силе течения. Переплыть надо — вот задача! А наш каутскианец переминается с ноги на ногу. «Мы не отрицаем, — говорит он, — необходимости переплыть, но вместе с тем, как реалисты, мы видим опасность, и не одну, а несколько: течение быстрое, есть подводные камни, люди устали и пр. и пр. Но когда вам говорят, что мы отрицаем самую необходимость переплыть, то это не так, — ни в каком случае. Ещё 23 года тому назад мы не отрицали необходимости переплыть»… 

В своей работе Троцкий последовательно остаивает цензуру и закрытия оппозиционных газет («издания, открыто или замаскированно поддерживающие врага»), фактическое установление диктатуры и разгон Учредительного собрания («Советская власть правит волею меньшинства, раз она уклоняется от проверки своего господства всеобщим голосованием? Вот удар, который бьёт мимо цели! … советский режим, несравненно ближе, органичнее, честнее связанный с трудящимся большинством народа, главное своё значение полагает не в том, чтобы статически отражать большинство, а в том, чтобы динамически формировать его», что построено «не на призрачном искусстве соревнования с хамелеонскими партиями в целях уловления крестьянских голосов»), террор против своих противников по образцу английской и французской революций («террор может быть очень действителен против реакционного класса, который не хочет сойти со сцены. Устрашение есть могущественное средство политики, и международной и внутренней….революция… убивает единицы, устрашает тысячи…осуждать государственный террор революционного класса может лишь тот, кто принципиально отвергает (на словах) всякое вообще насилие — стало быть, всякую войну и всякое восстание. Для этого нужно быть просто-напросто лицемерным квакером»).

«Но чем же ваша тактика отличается в таком случае от тактики царизма?» — вопрошают нас попы либерализма и каутскианства.
Вы этого не понимаете, святоши? Мы вам объясним. Террор царизма был направлен против пролетариата. Царская жандармерия душила рабочих, боровшихся за социалистический строй. Наши чрезвычайки расстреливают помещиков, капиталистов, генералов, стремящихся восстановить капиталистический строй. Вы улавливаете этот… оттенок? Да? Для нас, коммунистов, его вполне достаточно.

Выступив в защиту основанной на терроре диктатуре «пролетарского авангарда», Троцкий в главе «Вопросы организации труда» выступает также в защиту трудовой повинности и милитаризации труда, попутно довольно скептически описав состояние российской промышленности к концу Гражданской войны («Нет топлива, нет металла, нет хлопка, разрушен транспорт, расстроено техническое оборудование, разметана по лицу страны живая рабочая сила при высоком проценте её убыли на фронтах, — есть ли надобность искать дополнительных причин в хозяйственном утопизме большевиков для объяснения упадка нашей промышленности? Наоборот, каждой из приведённых причин в отдельности достаточно, чтобы вызвать вопрос, как вообще может при подобных условиях существовать фабрично-заводская деятельность?»).

Верно ли, что принудительный труд всегда непроизводителен? Приходится ответить, что это самый жалкий и пошлый либеральный предрассудок. Весь вопрос в том, кто, над кем и для чего применяет принуждение? Какое государство, какой класс, в каких условиях, какими методами? 'И крепостная организация была в известных условиях шагом вперед и привела к повышению производительности труда… Репрессия для достижения хозяйственных целей есть необходимое орудие социалистической диктатуры.

## Советско-польская война (1920)
В отличие от борьбы за Казань в 1918 году и обороны Петрограда в 1919, Троцкий непосредственного участия в событиях советско-польской войны не принимал, ограничившись лишь самым общим руководством на уровне наркомвоенмора. Однако обстоятельства наступления на Варшаву летом 1920 года сыграли крайне важную роль, как в дальнейших судьбах «мировой революции», так и во внутрисоветской политике.
Ещё в июле 1920 года в большевистских верхах царили самые радужные настроения: польская армия отступала со скоростью 15 километров в день, Красная Армия везла в своём обозе пробольшевистское правительство, так называемый Польревком, который 16 августа даже находился в 50 километрах от Варшавы, рассчитывая быть в ней через несколько часов. Польша фактически находилась на грани изоляции: Германия и Чехословакия отказались разрешить транзит через свою территорию вооружений для польской армии, кроме того, англо-французские поставки и так были довольно скромными, а британские докеры подняли забастовку, заблокировав отправку боеприпасов в Польшу.
Советские войска были сведены в два объединения: Западный фронт под командованием Тухачевского М. Н., и Юго-Западный фронт под командованием Егорова. На Юго-Западном фронте в это время находился Сталин, занимавший пост члена реввоенсовета фронта. Сталин имел своё собственное видение войны, продвигая среди руководства идею наступления в первую очередь на южном участке на Львов. По мнению Троцкого, Сталин рассчитывал укрепить свой авторитет, «взяв Львов ранее, чем Троцкий возьмёт Варшаву».
2 августа 1920 года высшее военно-политическое руководство в лице Политбюро ЦК РКП(б) принимает решение, проигнорировав инициативу Сталина, развить наступление не на Львов, а на Варшаву. Частям Юго-Западного фронта было предписано прибыть на усиление наступающего на Варшаву Западного фронта Тухачевского. Сталинский план взятия Львова, таким образом, становился нереализуемым без перебрасываемых на Варшаву сил Первой конной армии Будённого и пехотинцев Егорова.
14 августа Троцкий приказал наступающим войскам немедленно взять Варшаву. По оценке Ричарда Пайпса, большевистские лидеры рассчитывали в самое ближайшее время советизировать Польшу по советскому образцу, и преобразовать её в плацдарм для разрушения Версальского мира, и «экспорта революции» в Западную Европу.
Попытка советизации Польши стала первым серьёзным ударом по большевистским планам немедленной «мировой революции». Вопреки всем расчётам Ленина, польское население восприняло наступающие красноармейские части не как освободителей от «классового гнёта» «эксплуататоров», а, наоборот, как иностранных агрессоров. В глазах тех самых польских рабочих и крестьян, к которым обращалась большевистская пропаганда, сами большевики получили стойкий образ продолжателей дела традиционного «русского империализма», немало способствовавшего уничтожению польской государственности. Таким образом, поляки предпочли мыслить в национальных категориях вместо классовых. В своём письме Кларе Цеткин Ленин признавался, что

В Красной Армии поляки видели врагов, а не братьев и освободителей. Они чувствовали, думали и действовали не социальным, революционным образом, но как националисты, как империалисты. Революция в Польше, на которую мы рассчитывали, не произошла. Рабочие и крестьяне, обманутые приспешниками Пилсудского и Дашинского, защищали своего классового врага, позволили нашим храбрым красным солдатам голодать, устраивали на них засады и забивали до смерти.

Вместе с тем обстоятельства наступления на Варшаву послужили для Сталина и Троцкого поводом для очередного «сведения счётов». Троцкий обвинил Сталина в саботаже приказов руководства. Опираясь на своих сторонников — командующего Юго-Западным фронтом Егорова А. И. и главкома Каменева С. С., Сталин в течение почти трёх недель затягивал переброску наступающих на Львов сил Юго-Западного фронта на помощь войскам наступающего на Варшаву Тухачевского. Тогда как соответствующее постановление Политбюро было принято ещё 2 августа, главком Каменев С. С. отдал соответствующий приказ только 11 августа. Однако, Егоров и Сталин этот приказ проигнорировали, и передислокация измотанных в безуспешных боях за Львов частей Юго-Западного фронта началась только 20 августа.
Как указывает Ричард Пайпс, результатом стало образование между двумя фронтами «бреши», где «фронт длиной в 100 км держали всего 6600 человек». 16 августа началось польское контрнаступление, в том числе и в образовавшуюся «брешь». 17-18 августа Красная армия начала отступление, закончившиеся полным разгромом. В то же время Ричард Пайпс высказывает предположение, что указанная стратегическая ошибка была всё же совершена не Сталиным, а Лениным, «которому, очевидно, хотелось, чтобы Егоров занял Галицию в качестве плацдарма для дальнейшего завоевания Венгрии, Румынии и Чехословакии, тогда как Тухачевский получил ориентацию на Германию».
Тогда как Троцкий обвинил Сталина в срыве наступления на Варшаву вследствия злостного неподчинения приказам военного командования, сам же Сталин в ответ обвинил Троцкого в предательстве и «двурушничестве», а его приказ о переброске сил Юго-Западного фронта назвал «вредительским», умолчав при этом, что приказ был отдан в соответствии с постановлением Политбюро. В «Кратком курсе истории ВКП(б)» была закреплена именно такая оценка, обвинившая Троцкого, помимо прочих грехов, также и в чрезмерно быстром и «неорганизованном» наступлении на Варшаву. Сталин признал и то, что «небольшая группа польских войск прорвала наш западный фронт в одном из его пунктов», однако то, что этот пункт был вышеупомянутой «брешью», он упоминать не стал:

Наступление красных войск на западном фронте, в сторону Варшавы, проходило — по вине Троцкого и Тухачевского — совершенно неорганизованно: войскам не давали закреплять завоеванных позиций, передовые части были заведены слишком далеко вперед, резервы и боеприпасы были оставлены слишком далеко в тылу, передовые части были оставлены, таким образом, без боеприпасов, без резервов, линия фронта была удлинена до бесконечности и, следовательно, был облегчен прорыв фронта. Вследствие всего этого, когда небольшая группа польских войск прорвала наш западный фронт в одном из его пунктов, наши войска, оставшиеся без боеприпасов, вынуждены были отступить. Что касается войск южного фронта, стоявших у ворот Львова и теснивших там поляков, то этим войскам «предреввоенсовета» Троцкий воспретил взять Львов и приказал им перебросить конную армию, то есть главную силу южного фронта, далеко на северо-восток, будто бы на помощь западному фронту, хотя не трудно было понять, что взятие Львова было бы единственно-возможной и лучшей помощью западному фронту. Но вывод конной армии из состава южного фронта и отход её от Львова означали на деле отступление наших войск также и на южном фронте. Таким образом, вредительским приказом Троцкого было навязано войскам нашего южного фронта не понятное и ни на чём не основанное отступление, — на радость польским панам.

Указанный инцидент стал поводом для дальнейшего развития личной ссоры между Троцким и Сталиным. Вместе с тем истинные причины так называемого «чуда на Висле», по мнению, Ричарда Пайпса, гораздо шире: «Ленину пришлось столкнуться с различиями в политической культуре Польши и России, так же как и с трудностью расшевелить примитивные анархистские побуждения в иначе устроенном, более западном окружении. Ни польские рабочие, ни польские крестьяне не откликались с готовностью на призыв убивать и грабить. Даже напротив: перед лицом иностранного нашествия поляки объединились, несмотря на сословное расслоение. К полному изумлению Красной Армии, ей пришлось столкнуться с неприязненным отношением польских рабочих и обороняться от партизанских отрядов». Кроме того, силы обеих сторон фактически были равны, хотя оценки их точного количества в польских и в советских источниках и отличаются в несколько раз. Польская армия была создана при помощи французских инструкторов, и на тот момент представляла собой несомненно боеготовую силу.

## Отзывы современников

### В. Н. Ипатьев
Заслуга Троцкого перед большевиками неоценима, и она не должна была бы быть никогда забыта. Он много раз спасал почти безвыходное положение на фронтах, и это он достигал не при помощи своих военных талантов, а исключительно своим уменьем, авторитетным словом зажигать сердца своих единомышленников, убеждая их лучше идти на смерть, чем погубить дело революции. 
Своим красноречием, он действовал не только на товарищей, но и на нашего брата военного. Один мой ученик, очень талантливый артиллерист, занимавшийся всю жизнь очень опасным делом, снаряжением снарядов разных калибров новыми взрывчатыми веществами, — полк. Андрей Андреевич Дзержкович, рассказывал мне, что ему пришлось не раз присутствовать при речах Троцкого, когда он должен был путешествовать в поезде Троцкого по фронтам во время гражданской войны. Он сам по себе замечал магическое действие речи Троцкого, а также видел, какое впечатление она производит на красногвардейцев и их начальников, бывших царских офицеров. Чувствовалось, что он подкупал их своей искренностью и убеждал во что бы то ни стало совершить то дело, которое должно послужить на пользу стране и для её спасения. И люди шли на смерть с мужеством и убеждением, что они служат правому делу. Можно ли после этого верить, что личность не играет главной роли в исторических событиях, а все принадлежит массам, как это утверждал Л. Н. Толстой в романе «Война и Мир»?

### Марк Резников
В 1919 г. в Харькове происходил 1-й Всеукраинский Съезд Советов, на который съехались из Москвы все руководители партии. Съезд происходил в здании Оперного театра, на Рымарской улице. К зданию театра то и дело торжественно подходили колонны рабочих приветствовать съезд. Одна из колонн потребовала, чтобы к ним вышел Троцкий. Но вместо Троцкого выходили Ворошилов, Буденный, Фрунзе и др. военачальники того времени. Им хлопали, но толпа упорно требовала Троцкого. К ним начали выходить тогдашние руководители коммунистической партии Украины — Раковский, Затонский и др. Но и это их не удовлетворило. Тогда вышел наркомздрав Семашко и за явил, что Троцкий нездоров, и поэтому он запретил ему всякие выступления. Тогда в толпе началось такое, что Семашко вынужден был поскорее скрыться, и, в конце концов, появился Троцкий. Трудно передать, каково было ликование толпы, в воздух летели кепки и шапки, кричали «ура» и хотя он тогда говорил недолго, но его речь была такая яркая, зажигательная, что толпа, выслушав его, успокоилась. Я сам был очевидцем этого и потому хорошо это запомнил.